# Geschichte der Wikipedia
Dieser Artikel bietet einen chronologischen Abriss der Entwicklung und Geschichte der Wikipedia.

## Nupedia (Januar 2000 bis Jahreswechsel 2000/2001)
Nupedia war eine vom Webunternehmen Bomis herausgegebene Online-Enzyklopädie. Bomis selbst war ein 1996 von drei Personen gegründetes Webverzeichnis, in dem Nutzer Webringe zu hunderten von Themen anlegten. Das Unternehmen hatte seinen Firmensitz in San Diego, Kalifornien, wo zeitweilig zehn Personen anzutreffen waren. Es gab drei Personen, die nur als Programmierer angestellt waren, und weitere Personen waren bei Bedarf in der Lage, IT-Aufgaben zu übernehmen, beispielsweise Jimmy Wales, der Haupteigentümer von Bomis.
Online ging Nupedia im März 2000 und bereits am 15. März 2000 konnte Larry Sanger auf der Mailingliste nupedia-l berichten, dass Nupedia 602 Mitglieder habe, von denen etwa 140 Personen ein Profil angelegt hätten.
Nupedia besaß einen Beirat (englisch: Advisory Board), in dem Autoren und Gutachter waren.
Nupedia hatte mit der Encyclopædia Britannica einen großen Konkurrenten. Ab 1994 gab es eine CD-ROM-Ausgabe der Encyclopædia Britannica, Herausgeber war Britannica.com Inc., deren Online-Version seit Oktober 1999 kostenlos angeboten wurde. Das Angebot endete erst 2001, als eine neue Version der Encyclopædia Britannica herausgegeben wurde und die Verluste untragbar wurden. Seitdem waren nur noch wenige Sätze kostenlos einsehbar.
Im Februar 2000 begann Larry Sanger seine Tätigkeit bei Bomis. Zu der Zeit war bei Nupedia wohl nur die Absicht von Jimmy Wales vorhanden, eine Online-Enzyklopädie zu erschaffen. Sanger diskutierte mit Wales und Tim Shell, einem weiteren Miteigentümer von Bomis, wie Nupedia strukturiert werden könnte. Die Vorgabe von Wales für Nupedia war nach Worten von Sanger: Nupedia sollte „open to everyone to develop“ sein, „just as open source software“. Das von Sanger entwickelte Konzept war: „if the project is open to all, it would require both management by experts and an unusually rigorous process“.
In den Editorial Policy Guidelines in der 4. Version vom Mai 2000 war das aufwendige Peer-Review-Verfahren beschrieben.

“A writer (often, and as appropriate, an expert on the topic) asks the editor to be assigned a given topic, or an editor asks someone to write on it. The topic is assigned (step one, assignment) and the writer goes to work. The article is also assigned a ‘lead reviewer’ (step two, finding a lead reviewer) and there is a ‘blind review’ exchange between this initial, lead reviewer and the writer (step three, lead review). The resulting draft article is posted on the relevant review group (or, in some cases, groups); peer reviewers suggest revisions (step four, open review). When approved by the peer reviewers and subject editor, the article is then forwarded for copyediting by two copyeditors who are assigned by the author (step five, lead copyediting). After the article has been checked and revised for good grammar, usage, etc., the completed article is posted publicly for a final, ‘open’ copyediting by anyone interested (step six, open copyediting). The final product is then approved by the relevant area editor and the article is marked-up so that it is properly presented on the website (step seven, final approval and markup). Then the article is made "live," i.e., posted as a completed article on the website.”

„Ein Autor (häufig und gegebenenfalls ein Experte für das Thema) bittet den Redakteur um die Zuweisung eines bestimmten Themas, oder der Redakteur bittet jemanden, darüber zu schreiben. Das Thema wird zugewiesen (Schritt eins, Zuweisung) und der Autor macht sich an die Arbeit. Dem Artikel wird außerdem ein "Hauptgutachter" zugewiesen (Schritt zwei, Suche nach einem Hauptgutachter), und es findet ein Blindgutachten zwischen diesem ersten Hauptgutachter und dem Autor statt (Schritt drei, Hauptgutachten). Der daraus resultierende Artikelentwurf wird in der entsprechenden Gutachtergruppe (oder in manchen Fällen in mehreren Gruppen) veröffentlicht; die Gutachter schlagen Überarbeitungen vor (Schritt vier, offene Begutachtung). Wenn der Artikel von den Peer-Reviewern und dem Fachredakteur gebilligt wurde, wird er an zwei Redakteure weitergeleitet, die vom Autor bestimmt werden (Schritt fünf, Lead Copyediting). Nach der Überprüfung und Überarbeitung des Artikels im Hinblick auf Grammatik, Sprachgebrauch usw. wird der fertige Artikel für ein abschließendes, "offenes" Lektorat durch alle Interessierten öffentlich zugänglich gemacht (Schritt sechs, offenes Lektorat). Das Endprodukt wird dann von dem zuständigen Bereichsredakteur genehmigt und der Artikel wird so markiert, dass er auf der Webseite korrekt dargestellt wird (Schritt sieben, endgültige Genehmigung und Markierung). Dann wird der Artikel "live" geschaltet, d. h. als fertiger Artikel auf der Webseite veröffentlicht.“

Hinzu kam, dass bei neuen Autoren und Reviewern der Name und die E-Mail-Adresse mit einer Webseite, oft einer akademischen Webseite, abgeglichen wurde.
Die Autoren schrieben ihren Text mit einer beliebigen Software und sandten den Text dann per E-Mail an Bomis. Die Kommunikation zwischen den Autoren und zwischen Reviewern und Autoren erfolgte per E-Mail.
Larry Sanger erläuterte seine Gedanken im Juni 2000, wie Nupedia es den Autoren ermöglichen sollte, bestimmte Wörter, beispielsweise in italics, zu formatieren und auch die Verlinkung zwischen verschiedenen Texten zu realisieren.

“When I put asterisks around something, *like this,* I am asking the XML people (whoever they turn out to be…) to italicize the words ‘like this’ and the comma that follows them. By contrast, when I put underscores around something, _exactly like this_, I mean that the text ‘exactly like this’ will link to an article related in some way to the topic mentioned between the underscores.”

„Wenn ich Sternchen um etwas *wie dies,* setze, bitte ich die XML-Leute (wer auch immer sie sein mögen...), die Worte "wie dies" und das darauf folgende Komma kursiv zu setzen. Wenn ich dagegen Unterstriche um etwas _genau so_ setze, bedeutet das, dass der Text "genau so" auf einen Artikel verweist, der in irgendeiner Weise mit dem zwischen den Unterstrichen genannten Thema zusammenhängt.“

Die von Bomis entwickelte Software NupeCode stand unter der GNU General Public License. Die Artikel unterlagen anfangs der eigenen Nupedia Open Content License. Am 27. Dezember 2000 informierte Jimmy Wales die Mailingliste der Nupedia über den beabsichtigten Wechsel der Lizenz zur GNU-Lizenz für freie Dokumentation (GFDL) und fügte die Bedenken von Richard Stallman hinzu. Der Wechsel erfolgte dann im Januar 2001. Richard Stallman startete aber zu gleicher Zeit das GNUPedia-Projekt, wodurch Befürchtungen bezüglich einer möglichen Konkurrenz beider Projekte aufkamen.

## Nupedia und Wikipedia (Jahreswechsel 2000/2001 bis September 2003)
2001 startete Jimmy Wales das Wikipedia-Projekt. Wikipedia war ursprünglich nur als Vorstufe für Nupedia-Artikel gedacht, zog aber viele Akteure an und entwickelte eine große Eigendynamik. Der Erfolg führte nicht nur zur Beendigung des GNUPedia-Projektes, sondern auch von Nupedia. Bomis beendete seine Unterstützung im Februar 2002 und Larry Sanger wurde kurz darauf sowohl aus dem Nupedia- als auch aus dem Wikipedia-Projekt entlassen. In der Folgezeit wurden nur noch wenige Artikel fertiggestellt. Im September 2003 wurde Nupedia dann ganz eingestellt. Seit Januar 2010 gibt es Nupedia wieder auf Wikia.com.
Larry Sanger war „Chief organizer bei Wikipedia“.

### Wikipedia

#### Wikipedia – von der Idee bis zum Start
Am 30. November 2000 informierte Larry Sanger die Mailingliste tools-l der Nupedia über ein neues Nupedia-Projekt:

“(…) Bomis principals and I are pretty much decided that we should move forward with it, but
we would like your suggestions, objections, observations, adulations, rants, raves, etc. (…) I and others would find websites that already contain encyclopedia-type articles (or articles that can be adapted for use) similar in quality to Nupedia articles. We would then try to persuade the webmasters to release that material on an open content basis.
We would make it as easy as humanly possible for the webmasters to include their content in Nupedia; this would probably involve me, and perhaps others, simply getting permission from them and then cutting and pasting text (and nontext files) into web-based forms, and finally marking up the text so that it's usable by our system. We would include prominent, direct links to the original source of the material, we would give the author(s) prominent credit, and we would *make sure* that the material was in fact released under a legitimate open content license. The material would be displayed in a fashion similar to the way Nupedia articles are displayed, but it would be clearly marked as content *not* generated by Nupedia's editorial process.”

„Die Direktoren von Bomis und ich sind uns ziemlich sicher, dass wir damit weitermachen sollten, aber wir würden uns über Ihre Vorschläge, Einwände, Beobachtungen, Lobeshymnen, Tiraden usw. freuen. (...) Ich und andere würden Websites finden, die bereits enzyklopädieartige Artikel enthalten (oder Artikel, die für den Gebrauch angepasst werden können), die in ihrer Qualität den Nupedia-Artikeln ähneln. Wir wollten dann versuchen, die Webmaster davon zu überzeugen, dieses Material auf einer Open-Content-Basis zu veröffentlichen.
Wir wollten es den Webmastern so leicht wie möglich machen, ihre Inhalte in Nupedia aufzunehmen; das würde wahrscheinlich bedeuten, dass ich und vielleicht auch andere einfach die Erlaubnis von ihnen einholen und dann Text (und Nicht-Text-Dateien) ausschneiden und in webbasierte Formulare einfügen und schließlich den Text so markieren, dass er von unserem System verwendet werden kann. Wir wollten an prominenter Stelle direkte Links zur Originalquelle des Materials einfügen, wir wollten den/die Autor(en) an prominenter Stelle nennen und *sicherstellen*, dass das Material tatsächlich unter einer rechtmäßigen Open-Content-Lizenz veröffentlicht wurde. Das Material würde ähnlich wie die Nupedia-Artikel angezeigt werden, aber es wäre deutlich als Inhalt gekennzeichnet, der *nicht* durch den redaktionellen Prozess von Nupedia entstanden ist.“

Am 10. Januar 2001 informierte Larry Sanger die Mailingliste nupedia-l der Nupedia über die Idee, ein Wiki parallel zu Nupedia zu betreiben. Das Wiki war bereits wenige Stunden später online. Am 15. Januar wurde das neue Projekt Wikipedia getauft und unter der Webadresse www.wikipedia.com gestartet. Auf der Mailingliste tools-l schrieb Larry Sanger am 17. Januar 2001:

“www.wikipedia.com/
Humor me. Go there and add a little article. It will take all of five or ten minutes.”

„Amüsiert mich. Geht drauf und fügt einen kleinen Artikel hinzu. Es dauert nur fünf oder zehn Minuten.“

#### Wikipedia – die neue Wiki-Software
- Am 24. August 2001 schrieb Magnus Manske auf der Mailingliste wikipedia-l:

“Hi all,

as a few of you might know, I just wrote a complete (well, almost) Wikipedia software as a PHP script!
It has all essential wiki features like article editing, version management, user management, subpages, etc.
Additionally, its data storage is completely MySQL (fast!), it has a file
upload tool, some other goodies soon. Maybe best of all, script and database are prepared to support some kind of editor/superuser functionality for ‘locking’ pages, as it is currently discussed.
Now to the bad sides (yes, there are some…)

- I don't have a server to host it yet. Maybe I can run it on the Nupedia server sometimes. So, no trying yet, sorry.

- The parser (to convert the source text into readable stuff) is very basic. I copied the HomePage and the SandBox from wikipedia, and they look about the same, but this is wherte the bugs will be.

- Currently, I don't have a means to convert wikipedia to MySQL automatically, which is what would have to be done if (IF!) this script ever gets used.
Just letting you know there's an early but working alternative ready…
Magnus”

„Hallo zusammen,

wie einige von Ihnen vielleicht wissen, habe ich gerade eine komplette (naja, fast) Wikipedia-Software als PHP-Skript geschrieben!
Es verfügt über alle wesentlichen Wiki-Funktionen wie Artikelbearbeitung, Versionsverwaltung, Benutzerverwaltung, Unterseiten, etc.
Zusätzlich ist die Datenspeicherung komplett MySQL (schnell!), es hat eine Funktion zum Hochladen von Dateien, einige andere Goodies bald. Das Beste von allem ist vielleicht, dass Skript und Datenbank darauf vorbereitet sind, eine Art Editor/Superuser-Funktionalität zum "Sperren" von Seiten zu unterstützen, wie es derzeit diskutiert wird.
Nun zu den schlechten Seiten (ja, es gibt einige…):

- Ich habe noch keinen Server, um das Ganze zu hosten. Vielleicht kann ich es gelegentlich auf dem Nupedia-Server laufen lassen. Also, vorerst kein Ausprobieren, tut mir leid.

- Der Parser (zum Konvertieren des Quelltextes in lesbares Material) ist sehr rudimentär. Ich habe die HomePage und die SandBox von Wikipedia kopiert, und sie sehen ungefähr gleich aus, aber hier werden die Fehler auftreten.

- Momentan habe ich keine Möglichkeit, Wikipedia automatisch in MySQL zu konvertieren, was gemacht werden müsste, falls (FALLS!) dieses Skript jemals verwendet wird.
Ich wollte Sie nur wissen lassen, dass es eine erste, aber funktionierende Alternative gibt...
Magnus“

In der englischen Wikipedia konnte man ab dem 24. August 2001 lesen: “The plan now is to make it as easy as possible for Wikipedian programmers to be able to work on this new code, so that we ourselves can create the new features that we want!” Dazu wurde das Projekt am 25. August 2001 auf SourceForge registriert. Am 31. August 2001 schrieb Mike Dill auf SourceForge:

“Welcome to Wikipedia

Wikipedia is transitioning to PHP / MySQL, and has a number of small bugs that with enough eyeballs, will be simple to track down. There are also some features not implimented, and people who have worked on PHP and MySQL are needed to look at what exists and provide implementations. see it at wikipedia.sourceforge.net/fpw/wiki.phtml
On the project homepage there is also a need for regular people to look at the data, and edit it for grammar and content.”

„Willkommen bei Wikipedia

Wikipedia stellt auf PHP/MySQL um und hat eine Reihe von kleinen Fehlern, die mit genügend Aufmerksamkeit leicht aufzuspüren sein werden. Es gibt auch einige Funktionen, die noch nicht implementiert sind, und Leute, die sich mit PHP und MySQL auskennen, werden gebraucht, um zu sehen, was es gibt, und Implementierungen bereitzustellen. Siehe wikipedia.sourceforge.net/fpw/wiki.phtml
Auf der Projekt-Homepage werden auch Leute gebraucht, die sich die Daten ansehen und sie auf Grammatik und Inhalt hin bearbeiten.“

Am 29. September 2001 wurden die Wikipedianer in der en:WP informiert, dass nun Testartikel angelegt werden konnten: “Magnus Manske has just loaded some test software at [1] If you are the type that likes to see the things that are currently broken in the newest code revision then take a look. It is NOT ready for more that test articles, but with a few eyeballs…”.
Auf der Mailingliste wikipedia-l gab es eine lebhafte Diskussion, wie die neue Rechteverwaltung genutzt werden könnte. Jimmy Wales’ Vorschlag erinnerte an das alte Nupedia-System. Artikel sollten mit steigender Qualität vom normalen Namensraum zu einem „approved“-Namensraum und weiter in den „stable“-Namensraum aufsteigen. Ein Namensraum wäre durch die Autoren, die dort editieren dürften, definiert.
Jimmy Wales teilte am 19. Oktober der Mailingliste wikipedia-l mit, dass er die Anzahl der in der Versionsgeschichte von Wikipedia verfügbaren Tage von 14 auf 28 erhöht hatte.
In den folgenden Wochen wurden weitere Fehler in der Software behoben. Die de:WP und die en:WP wurden erfolgreich auf die Testinstallation eingespielt und einige neue Features (Interwiklinks, Kategorien) in die Software eingebaut. Die Umstellung auf die neue Wikipedia-Software erfolgte dann am 25. Januar 2002 und Jimmy Wales schrieb auf der Mailingliste wikipedia-l:

“I hereby decree, in my usual authoritarian and bossy manner, that today shall forever be known as Magnus Manske day. Wikipedians of the distant future will marvel at the day when the new software era dawned upon us.
Tonight at dinner, every Wikipedian should say a toast to Magnus and his many inventions.
 --Jimbo”

„Hiermit erkläre ich in meiner üblichen autoritären und herrischen Art, dass der heutige Tag für immer als Magnus-Manske-Tag bekannt sein wird. Wikipedianer der fernen Zukunft werden über den Tag staunen, an dem die neue Software-Ära über uns hereinbrach.
Heute Abend beim Essen sollte jeder Wikipedianer einen Toast auf Magnus und seine vielen Erfindungen aussprechen.
-Jimbo“

#### Wikipedia – die dritte Generation der Software
Die englische Wikipedia wechselte zu dieser neuen Software im Juli 2002, die deutschsprachige am 28. August und die niederländische am 5. Oktober.

### Nupedia
Am 25. Januar 2001 schrieb Larry:

“The German news agency DPA released an article about Nupedia, which was picked up by a bunch of other German sources online. We are receiving a huge amount of (German-speaking) traffic as a result. Too bad we don't have a German translation of the front page. Would anyone like to write one for us quickly? (HTML preferred!)”

„Die deutsche Nachrichtenagentur DPA veröffentlichte einen Artikel über Nupedia, der von einer Reihe anderer deutscher Online-Quellen aufgegriffen wurde. Wir erhalten daraufhin eine große Menge an (deutschsprachigem) Traffic. Schade, dass wir keine deutsche Übersetzung der Titelseite haben. Möchte jemand schnell eine für uns schreiben? (HTML bevorzugt!)“

futurezone.orf.at (Memento vom 16. Mai 2003 im Internet Archive) als Beispiel
Im März 2001 entstand eine Diskussion auf der Mailingliste über „Bottlenecks“. Larry Sanger sagte am 23. März, dass „Even if we get 100 times the number of people we have now (i.e., 400,000 people), the rate of article production, under this present system, will not be much more than 100 times of the present rate: about 1,200 per year. That’s not enough to create the world’s largest and finest encyclopedia. Wikipedia has already created over 1,200 articles, in less than three months. In fact, it’s nearing 2,000.“ (Selbst wenn wir die 100-fache Anzahl von Menschen wie jetzt haben (d. h. 400.000 Menschen), wird die Rate der Artikelproduktion unter dem gegenwärtigen System nicht viel mehr als das 100-fache der jetzigen Rate betragen: etwa 1.200 pro Jahr. Das ist nicht genug, um die größte und beste Enzyklopädie der Welt zu schaffen. Wikipedia hat in weniger als drei Monaten bereits über 1.200 Artikel erstellt. Sie nähert sich sogar der 2.000er-Marke.)

#### Nupedia Chalkboard
Am 6. Juli 2001 veröffentlichte Larry Sanger auf nupedia-l einen Vorschlag „(to) set up a Nupedia wiki to help develop Nupedia articles“ (ein Nupedia-Wiki zu erstellen, um bei der Entwicklung von Nupedia-Artikeln zu helfen). Das bezog sich auf die Diskussion vom März 2001 in der Mailingliste nupedia-l.
Am 11. Juli 2001 kündigte Larry Sanger auf nupedia-l an, dass das Wiki installiert würde. Er schlug vor, es auf wiki.nupedia.com zu eröffnen und das alte Wiki vom Jahresanfang 2000 zu schließen. Installiert wurde es dann auf chalkboard.nupedia.com, wie in einem Post vom 19. Juli mitgeteilt wurde. Im Oktober kam dann noch einmal eine Diskussion auf und Jimmy Wales schrieb am 4. Oktober: „How about the chalkboard? Can people be somehow usefully encouraged to utilize it more?“

#### Nunupedia
Am 24. Februar 2002 kündigte Magnus Manske an, dass er:

“(…) a new SourceForge project (angelegt an), using ‘nunupedia’ as a working title (the encyclopedia title will remain ‘Nupedia’!). Both Jimbo and Larry agreed that this can eventually become the official Nupedia software. You can see a demo at nunupedia.sourceforge.net Only some parts of it do currently work. (…) Remember, Nupedia will most likely become a ‘stable version’ of wikipedia ;)”

„(...) ein neues SourceForge-Projekt (angelegt an), mit 'nunupedia' als Arbeitstitel (der Enzyklopädie-Titel wird 'Nupedia' bleiben!). Sowohl Jimbo als auch Larry waren sich einig, dass dies schließlich die offizielle Nupedia-Software werden kann. Sie können eine Demo unter nunupedia.sourceforge.net sehen. Nur einige Teile davon funktionieren derzeit. (...) Denken Sie daran, dass Nupedia höchstwahrscheinlich eine 'stabile Version' von Wikipedia werden wird.“

### Technik

#### Phase I Software
Eingesetzt wurde die Software Usemod. Es waren Perl-Skripte auf einem Apache HTTP Server.
Zu jedem Artikel gab es Diskussionsseiten, beispielsweise „The purpose of government/Talk“.

#### Phase II Software
Mitte 2001 begann Magnus Manske, eine neue Wiki-Software zu schreiben, die die PHP-Skriptsprache verwendete und alle Informationen in einer MySQL-Datenbank ablegte.

#### Phase III Software
Lee Daniel Crocker war der ursprüngliche Hauptautor der Phase III Software, später MediaWiki genannt:

“(…) In 2001, I became an early user of Nupedia, and then Wikipedia, initially creating many of the articles related to Poker, my primary hobby at the time. When the rapid increase in popularity led to scalability problems with the software being used for the site (written by German student Magnus Manske), I redesigned the database schema and wrote a new PHP codebase from scratch to be more efficient, though I copied the visual design and many ideas from Magnus's code. I added many new features such as a new media system for images and sounds, user emails, and a simplified language-translation system. After the software had been running on my piclab.com server for a while and tested by the community, I installed the software on what was then Wikipedia's single server, named ‘pliny’ after Pliny the elder. (…)”

„(...) Im Jahr 2001 wurde ich ein früher Nutzer von Nupedia und später von Wikipedia, wobei ich anfangs viele der Artikel zum Thema Poker, meinem damaligen Haupthobby, erstellte. Als die rasche Zunahme der Popularität zu Skalierbarkeitsproblemen mit der für die Website verwendeten Software führte (die von dem deutschen Studenten Magnus Manske geschrieben wurde), habe ich das Datenbankschema umgestaltet und eine neue PHP-Codebasis von Grund auf geschrieben, um effizienter zu sein, obwohl ich das visuelle Design und viele Ideen aus Magnus' Code übernommen habe. Ich fügte viele neue Funktionen hinzu, wie z. B. ein neues Mediensystem für Bilder und Töne, Benutzer-E-Mails und ein vereinfachtes System zur Sprachübersetzung. Nachdem die Software eine Weile auf meinem piclab.com-Server lief und von der Gemeinschaft [getestet worden war], installierte ich die Software auf dem damals einzigen Server von Wikipedia, der nach Plinius dem Älteren "pliny" genannt wurde. (...)“

Geschichte

#### Nunupedia
Nunupedia war ein am 13. Februar 2002 bei SourceForge registriertes Software-Projekt von Magnus Manske. „The second software generation for Nupedia, the free encyclopedia. Smarter, easier, cooler, better! All while keeping the proven look-and-feel and usability of the original!“

## Wikipedia (seit September 2003)
Den Namen „Wikimedia“ erfand Sheldon Rampton, amerikanischer Autor und Betreiber von SourceWatch (vormals Disinfopedia).
- 28. Juli 2004 Jimmy Wales on slashdot slashdot.org:

### Wikimedia Foundation
Die offizielle Bekanntgabe der Gründung der Wikimedia Foundation durch Jimmy Wales erfolgte am 20. Juni 2003. Die Foundation erhielt alle in Zusammenhang mit der Nupedia und der Wikipedia oder ihrer Schwesterprojekte stehenden Rechte an Namen, Zeitungsartikeln, Software und Domains sowie die bis dato angeschafften Server.
Wikimedia zog 2004 von Kalifornien nach Tampa, Florida.
Wales war seit Gründung Kuratoriumsmitglied der Wikipedia-Stiftung und war von 2003 bis 2006 offizieller Vorsitzender.[59] Seit 2006 trägt er den Ehrentitel Vorsitzender em. und hat den vom Kuratorium verliehenen Sitz als „Gemeinschaftsgründer“ inne.

### Technik

#### SourceForge
Projekt-Administratoren waren: eloquence, magnus_manske, timstarling und vibber. Es gab insgesamt 65 Mitglieder.
Wikipedia war Project of the Month im Oktober 2005.

## Chronik

### Vorgeschichte
Siehe auch: Geschichte und Entwicklung der Enzyklopädie
- Die Idee einer Internet-Enzyklopädie findet sich schon früh in newsgroups, gleichzeitig mit konkreten Gedanken zur Digitalisierung gemeinfreier Werke. Auch die Existenz kommerzieller enzyklopädischer Services wird erwähnt.[42]
- 22. Oktober 1993: Rick Gates veröffentlicht einen Beitrag in der Newsgroup alt.internet.services

“Wow! An Internet Encyclopedia!

The more I thought about this, the more I realized that such a resource, containing general, encyclopedic knowledge for the layman, would be an important tool for some types of research, and for the Net.Citizenry in general.

Ahh.. but what about contributors… where will you find authors to write the short articles you need? Well, I’d first have to start out by finding some way of communicating with an extremely diverse set of people… everyone from linguists, to molecular biologists, from animal rights activists to zymurgists, and from geographers to gas chromatographers. Guess what? :-) The Net provides just such an arena! So I thought about it some more...

…and came to the conclusion that this is a good idea!”

„Wow! Eine Internetenzyklopädie!

Je mehr ich darüber nachdachte, desto mehr war ich mir sicher, dass solch eine Quelle mit allgemeinem, enzyklopädischen Wissen für den Laien ein wichtiges Hilfsmittel für manche Arten der Forschung und für die Net.Bürgerschaft generell sein würde.

Ahh.. aber was ist mit den Mitarbeitern… wo wird man Autoren finden, welche die kurzen Artikel schreiben, die man benötigt? Nun, zuerst würde ich damit beginnen, einen Weg zu finden, um mit extrem verschiedenen Leuten zu kommunizieren… darunter Sprachforscher, Molekularbiologen, Tierschützer ebenso wie Zymurgisten, Geografen und Chemikern. Ratet mal? :-) Das Internet stellt genau dieses Feld bereit! Darum dachte ich weiter darüber nach…'

…und kam zu dem Schluss, dass dies eine gute Idee ist!“

- Der Begriff Interpedia wurde von R. L. Samuell, einem der ersten Diskussionsteilnehmer, vorgeschlagen. Bald wurde ein Projekt mit Namen Interpedia innerhalb einer Mailingliste und später in der Usenet-Newsgroup comp.infosystems.interpedia diskutiert. Es war als eine über das Internet zu verbreitende Enzyklopädie geplant, die es jedem ermöglichen sollte, Artikel in Form von Webseiten an einen zentralen Katalog beizutragen. Es gab jedoch Differenzen über Formate und Festlegungen der Weiterverbreitung. Das Projekt blieb im Planungsstadium und lief schließlich aus. Andere Webprojekte (wie Suchmaschinen etc.) traten an seine Stelle.
- 1994: Ward Cunningham entwickelt die Idee der „simplest online database that could possibly work“, die er durch Kombination mit Hypertext-Elementen zu WikiWiki ausbaut. Das Zustandsverb wiki (verstärkt auch wikiwiki) ist Hawaiisch und bedeutet „sich beeilen“, „schnell machen“, „eilen“.[43] Er richtet mit seiner Wiki-Software das Portland Pattern Repository (PPR) ein, das sich u. a. mit Extreme Programming beschäftigt. Die Encyclopædia Britannica erscheint erstmals auf CD-ROM.
- 1996: Die Microsoft Encarta erscheint erstmals in deutscher Sprache auf CD-ROM. Sie enthält rund 50.000 Artikel mit insgesamt 19,1 Millionen Wörtern sowie über 25.000 Medienelemente. Auch der Brockhaus Multimedial erscheint erstmals; er enthält rund 17 Millionen Wörter, 240.000 Artikel und 315.000 Stichwörter, darunter 120.000 Wörterbucheinträge, rund 18 Stunden Ton sowie mehr als 300 Videos und Animationen.
- Ab 1996 (bis 1999): Brockhaus. Die Enzyklopädie in 24 Bänden erscheint in der 20. Auflage mit rund 260.000 Stichwörtern auf 17.000 Seiten, die durch circa 35.000 Abbildungen, Karten und Tabellen ergänzt werden. Der Schweizer Investor Edmond Safra übernimmt das Verlagshaus der Encyclopædia Britannica zu einer Kaufsumme von rund 130 Millionen US-Dollar.
- 1998: Die Distributed Encyclopedia – Versuch des späteren Wikiweise-Gründers Ulrich Fuchs, im Internet eine freie Enzyklopädie aufzubauen.[44] Das Projekt kam jedoch nie über Artikel zu Sauna, Sherry und Linux hinaus und wurde gegen 1999 wieder eingestellt. Wesentliche Teile der beiden erstgenannten Artikel finden sich heute in der englischen Wikipedia. Gründung von Everything2.
- Juli 1999: Ankündigung, dass es keine gedruckte Neuauflage der Encyclopædia Britannica mehr geben werde; die Enzyklopädie solle zukünftig ausschließlich online und auf CD-ROM angeboten werden. Die letzte Auflage der Britannica erschien in 32 Bänden und kostete umgerechnet rund 2700 Mark; dagegen wurden allein in Europa jährlich etwa 150.000 CD-ROMs für jeweils etwa 140 DM verkauft.
- Oktober 1999: Auf der Frankfurter Buchmesse erklärt Vorstandsmitglied Florian Langenscheidt, die große vierundzwanzigbändige Brockhaus Enzyklopädie werde nie auf CD-ROM erscheinen; im Herbst 2002 kommt das Produkt dann allerdings doch auf den Markt – zum stolzen Preis von rund tausend Euro. Gleichzeitig kündigt das Bibliographische Institut & F.A. Brockhaus AG zusammen mit der Verlagsgruppe Georg von Holtzbrinck die Gründung des kommerziellen Wissensportals Xipolis.net im Web an.
- 2000: Ward Cunninghams Original-Wiki erreicht eine Größe von etwa 13.000 Seiten bei einem Wachstum um durchschnittlich 500 Seiten pro Monat.[45]
- 10. Januar 2000: Die Nupedia geht online. Gründung durch Jimmy „Jimbo“ Wales und Larry Sanger, Lizenzierung der Inhalte unter der GNU FDL. Wesentlich war das Redaktionssystem, das zwar nur wenige, aber dafür hochwertige Artikel garantieren sollte.
- 1. September 2000: Microsoft Deutschland kündigt an, eine abgespeckte Version der Encarta-Enzyklopädie ins Web stellen und über das MSN-Portal vermarkten zu wollen. Der Zugriff auf rund 16.500 Artikel soll kostenlos möglich sein, dies entspreche etwa 40 Prozent des Umfangs der CD-ROM-Standardversion.
- 10. November 2000: Die Digitale Bibliothek NRW, ein Zusammenschluss von 15 Hochschulbibliotheken, ermöglicht Bibliotheken, Hochschulmitarbeitern und Studenten in Nordrhein-Westfalen den kostenlosen Online-Zugriff auf den Großen Brockhaus. Das Angebot wurde in Kooperation mit Xipolis.net entwickelt; dort kostet der Aufruf eines Artikels aus dem Großen Brockhaus zwischen 0,25 € und 0,75 €.

### 2001: Gründung der Wikipedia
- 2. Januar: Wikipedia hat seinen Ursprung in einem Gespräch zwischen zwei alten Internetfreunden, Larry Sanger, dem ehemaligen Chefeditor von Nupedia, und Ben Kovitz, einem Computerprogrammierer und Universalgebildeten, in San Diego, Kalifornien. Kovitz ist (oder war) ein WardsWiki-Mitglied. Als Kovitz Sanger bei einem Abendessen das Grundkonzept der Wiki-Software erklärte, erkannte Sanger sofort, dass dies auch ein ideales Format für eine offenere und weniger formale Enzyklopädie sein würde. Schon einige Monate zuvor hatten Sanger und sein Chef, Jimmy Wales, Präsident von Bomis Inc., verschiedene Wege diskutiert, wie man die Nupedia mit einem offeneren, komplementären Projekt ergänzen könnte. So brauchte es nicht viel für Sanger, Wales davon zu überzeugen, ein Wiki für Nupedia einzurichten.
- 10. Januar: Nupedias erstes Wiki geht online; wie die Artikel der Nupedia stehen auch die des neuen Wikis unter der GNU-FDL-Lizenz. Es gab jedoch unter den Nupedia-Teilnehmern erheblichen Widerstand gegen ein derart offenes System, wie es das Wiki ist.
- 15. Januar – Wikipedia-Tag: Das neue Projekt wird Wikipedia getauft und unter der eigenen Webadresse www.wikipedia.com gestartet (seit August 2002 www.wikipedia.org). Als Software wird das Perl-basierte UseModWiki verwendet; diese Software wird als Wikipedia software Phase I bezeichnet.
- 18. Januar: Ankündigung der GNUPedia als Free Universal Encyclopedia and Learning Resource durch Richard Stallman.[46] Das Projekt wird jedoch nicht konkretisiert und Stallman deutet später seine Unterstützung für die Wikipedia an.
- 21. Januar: Einrichtung der zentralen Mailingliste Wikipedia-L.
- 12. Februar: Die englischsprachige Wikipedia umfasst etwa 1000 Seiten. Jimmy Wales schätzt, dass das Ziel von 100.000 Seiten in acht Jahren erreicht sein kann, was einem linearen Wachstum entsprechen würde. Bei der Messung des Umfangs der Wikipedia wird nur von Seiten gesprochen, in den nächsten Monaten wird die Zählung jedoch präzisiert und eine Unterscheidung zwischen Seiten und Artikeln sowie der Comma Count[47] eingeführt. Die Suchmaschinen haben noch nicht begonnen, die Wikipedia zu indexieren.
- 19. Februar: Umstellung der Wikipedia-Software auf Version 0.91 von UseModWiki; erstmals werden Free Links möglich. Google beginnt mit dem Indexieren der Wikipedia.
- 28. Februar: Slashdot interviewt Jimmy Wales.[48]
- 7. März: Die englischsprachige Wikipedia überschreitet die Marke von 2000 Seiten, davon 1323 Artikel nach Comma Count.[47]

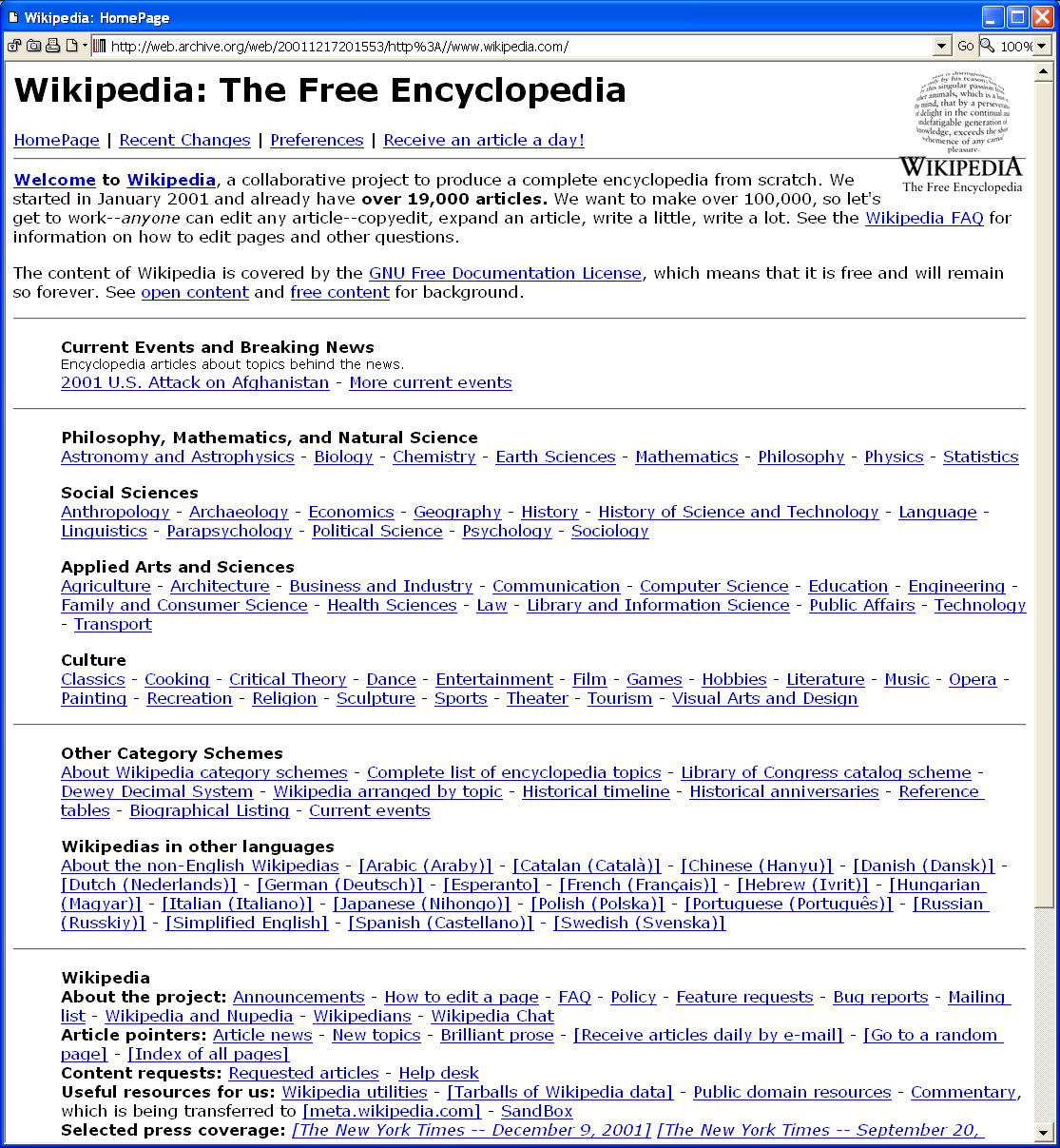
Bildschirmfoto der Wikipedia vom 17. Dezember 2001 (via Archive.org)

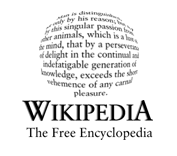
Neues Wikipedia-Logo, in Verwendung vom 6. Dezember 2001 bis zum 25. September 2003

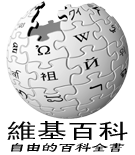
Logo der chinesischsprachigen Wikipedia (März 2004)

- Am Abend des 15. März 2001 (16. März 01:24:53 UTC) brachte Jimmy Wales in einer Mail an wikipedia-l[49] erstmals das Thema „Alternative language wikipedias“ auf. Nur wenige Minuten später startete er die deutschsprachige Wikipedia unter der Adresse deutsche.wikipedia.com.[50] Die katalanischsprachige Wikipedia unter catalan.wikipedia.com[51] wurde wahrscheinlich einen Tag später, am 16. März 2001, zum ersten Mal bearbeitet und am 20. März 2001 wurde mit nihongo.wikipedia.com[52] die japanischsprachige Wikipedia-Ausgabe gegründet. Die älteste noch einsehbare Version von catalan.wikipedia.com[53] verlinkte am 27. März 2001 auf die deutschsprachige Wikipedia[54] die später in de.wikipedia.org umbenannt wurde.
- Am 11. Mai 2001 erklärte Bomis-Mitarbeiter Jason Richey in einer Mail, dass er noch neun weitere Sprachen hinzugefügt hatte.[55] Am 23. Mai wurde die Wikipedia-Ausgabe auf Schwedisch zum ersten Mal bearbeitet.[56]
- 23. März: Nupedia stellt offiziell die Wikipedia vor. Gründung der französischsprachigen Wikipedia (fr.wikipedia.org).
- 30. März: Die englischsprachige Wikipedia überschreitet deutlich die Marke von 2000 Artikeln (2221 Artikel nach Comma Count[47]).
- 1. April: Google hat einen großen Teil der Wikipedia indexiert und lenkt einen wachsenden Strom an Lesern auf die Artikel des Projekts.
- 27. April: Die englischsprachige Wikipedia umfasst insgesamt 5041 Seiten, davon 3281 nach Comma Count[47] sowie 912 Redirects.
- 2. Mai: Migration der Wikipedia auf neuere Server durch den Bomis-Angestellten Jason Richey.
- 12. Mai: Älteste erhaltene Artikelversion der deutschsprachigen Wikipedia.
- 20. Mai: Gründung mehrerer nicht-englischsprachiger Wikipedias, darunter in den Sprachen Chinesisch (zh.wikipedia.org), Spanisch (es.wikipedia.org) und Deutsch (de.wikipedia.org); die Hauptseite der chinesischsprachigen Wikipedia wird jedoch erst am 16. November 2002 eingerichtet.
- 3. Juni: Gründung der schwedischen Wikipedia (sv.wikipedia.org).
- 28. Juni: Jubiläum – an diesem Tag vor 250 Jahren erschien der erste Band von Denis Diderots Encyclopédie ou Dictionnaire raisonné des sciences, des arts et des métiers, einem der Vorbilder der Wikipedia.
- 8. Juli: Die englischsprachige Wikipedia umfasst insgesamt 10.000 Seiten, davon gut 6000 Artikel. Die Metasuchfunktion von CNET[57] durchsucht nun auch die Wikipedia.
- 18. Juli: Ankündigung der Umwandlung von Britannica.com in ein kostenpflichtiges Web-Angebot nach finanziellen Schwierigkeiten im Jahr 2000; der Volltextzugriff auf die Enzyklopädie war zuvor kostenlos möglich gewesen.[58]
- 25. Juli: Erwähnung der Wikipedia in einem Kuro5hin-Beitrag.
- 26. Juli: Erwähnung der Wikipedia in einem Slashdot-Beitrag.[59]
- 15. August: Die Wikipedia bietet erstmals die vollständige Datenbank und die dazugehörige Software zum freien Download an.
- 19. August: Die deutschsprachige Wikipedia überschreitet die Grenze von 1000 Artikeln.
- 4. September: In MITs Technology Review erscheint ein Artikel von Judy Heim über die Wikipedia.
- 7. September: Die englischsprachige Wikipedia überschreitet die Grenze von 10.000 Artikeln. Seit Beginn des Projektes wächst die Anzahl der Seiten und Teilnehmer nahezu exponentiell. Eine große Zahl von Teilnehmern verdankt Wikipedia der Newsseite Slashdot, die bis dahin dreimal über die Wikipedia berichtete.
- 20. September: In der New York Times erscheint ein Artikel über die Wikipedia.[60]
- 28. September: Gründung der dänischsprachigen (dk.wikipedia.org) und der polnischsprachigen (pl.wikipedia.org) Wikipedias.
- 1. Oktober: Einrichtung der Mailingliste Intlwiki-L für nicht-englischsprachige Wikipedias.
- 15. Oktober: Die englischsprachige Wikipedia überschreitet 15.000 Artikel (bzw. nach Comma Count[47] 17.307).
- 15. November: Gründung der Esperanto-Wikipedia (eo.wikipedia.org).
- 26. November: Gründung der norwegischsprachigen Wikipedia (Bokmål; no.wikipedia.org).
- 6. Dezember: Die Wikipedia erhält ein neues, von einem Benutzer namens The Cunctator entworfenes Logo, das den Schriftzug Wikipedia: The Free Encyclopedia trägt.[61] Das Logo bleibt bis zum 25. September 2003 in Benutzung. Der dort abgebildete Text stammt von Thomas Hobbes und lautet:[62]
  - “Man is distinguished, not only by his reason, but by this singular passion from other animals, which is a lust of the mind, that by a perseverance of delight in the continued and indefatigable generation of knowledge, exceeds the short vehemence of any carnal pleasure.”
- 8. Dezember: Erik Moeller richtet den IRC-Kanal #wikipedia auf irc.openprojects.net ein.
- 9. Dezember: Erwähnung der Wikipedia in der Shiftlist des Shift Magazine als „one of the best known Internet culture magazines“. Erwähnung der Wikipedia in der New York Times unter der Schlagzeile The Year of Ideas.[63] als „[t]he most ambitious Wiki project to date“.
- 25. Dezember: Eine Story von Anick Jesdanun via AP erwähnt „Wales’ Wikipedia encyclopedia“.[64]

### 2002

Bildschirmfoto der Wikipedia vom 25. Mai 2002 (via Archive.org)

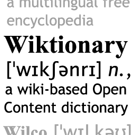
Englisches Wiktionary-Logo

- Januar: Der bei Bomis als Chefeditor der Nupedia angestellte Larry Sanger, der inoffiziell das Wikipedia-Projekt mit führte, beendet seine Tätigkeit, da die Finanzierung endete.
- 9. Januar: Wikipedia erreicht insgesamt offiziell den 20.000. Artikel. Zuvor hatte es Probleme bei der Berechnung des aktuellen article count gegeben.
- 15. Januar: Zum ersten Geburtstag der Wikipedia wird die erste Pressemitteilung veröffentlicht
- 25. Januar: Umstellung der Wikipedia-Software von der UseModWiki-Version auf ein PHP-basiertes, neues System, das von Magnus Manske programmiert wurde und als Wikipedia software Phase II bezeichnet wird.
- 31. Januar: Erwähnung der Wikipedia im New Scientist.
- 22. Februar: Die Wikipedia muss eine erste Abspaltung akzeptieren: Von dem spanischsprachigen Teilprojekt spaltet sich die Enciclopedia Libre ab.
- März: Larry Sanger tritt sowohl von der Position des Nupedia-Chefredakteurs als auch von der des Wikipedia-Leiters zurück.[65] Für den Unternehmer Joe Firmage war er ab Herbst 2005 Angestellter der Digital Universe Foundation, die eine Online-Enzyklopädie namens „Digital Universe“ erstellen sollte. Ergänzt werden sollte sie durch das Open Collaboration Project, einer für alle zugänglichen Plattform.[66] Am 15. September 2006 machte Sanger auf der Wizards-of-OS-Konferenz in Berlin die offizielle Ankündigung zum Projektstart für Citizendium. Citizendium (Abkürzung von: The citizens’ compendium, d. h. Kompendium für Bürger) ist eine MediaWiki-basierte Webpräsenz zur Erarbeitung eines englischsprachigen Nachschlagewerkes. Im Unterschied zu Wikipedia erlaubt Citizendium keine anonymen Beiträge, die Qualität sollen Fachlektoren („editors“) gewährleisten. Citizendium wurde am 25. März 2007 für Leser geöffnet.
- 12. April: Erwähnung der Wikipedia in einem Artikel bei Salon.com.
- 25. April: Die Wikipedia wird in dem niederländischen Wochenmagazin Intermediair in einem Artikel über Open Source und Open Content von Herbert Blankensteijn erwähnt. Ein Domaingrabber, Thomas Promny, registriert die Domain wikipedia.de, übergibt sie jedoch freiwillig dem Wikipedia-Team (vgl. groups.google.com).
- 22. Mai: Gründung der lateinischen Wikipedia (https://la.wikipedia.org/).
- August: Die Wikipedia ist jetzt unter https://www.wikipedia.org/ erreichbar.
- 10. August: David A. Wheeler veröffentlicht das Tool html2wikipedia. mit dem HTML in das Wiki-Format der Wikipedia konvertiert werden kann.
- 28. August: Umstellung der deutschsprachigen Wikipedia auf eine neue und sehr viel komfortablere Software. Zu diesem Zeitpunkt enthielt sie über 4300 Artikel (und weit über 7000 Seiten).
- Herbst: Die Brockhaus Enzyklopädie erscheint erstmals digital auf zwei CD-ROMs. Die Textsubstanz umfasst 260.000 Artikel mit 26 Millionen Wörtern und 330.000 Stichwörtern sowie rund 14.500 Fotos, Illustrationen und Grafiken und kostet knapp tausend Euro; ein separat zu erwerbendes Medienpaket bietet zusätzlich rund 250 Videos, 13 Stunden Ton, interaktive Anwendungen sowie einen digitalen Atlas.
- 20. September: Zweite Umstellung der Wikipedia-Software; die Wikipedia software Phase III basiert weiterhin auf einem LAMP-System, ist jedoch effizienter programmiert. Die Software wird als MediaWiki unter der GNU GPL freigegeben und auf SourceForge weiterentwickelt. Der Name MediaWiki wurde von Daniel Mayer als Wortspiel mit Wikimedia geprägt.[67]
- 30. September: Die englischsprachige Wikipedia erreicht 50.000 Artikel; nach kritischen Schätzungen handelt es sich dabei um 25.000 bis 30.000 vollwertige enzyklopädische Einträge.
- 26. Oktober: Der so genannte rambot schließt den automatisierten Masseneintrag von rund 30.000 Artikeln zu US-amerikanischen Städten ab.
- 29. Oktober: Als Spin-off wird sep11.wikipedia.org (In Memoriam (Memento vom 23. Dezember 2003 im Internet Archive)) eingerichtet, um die September 11, 2001 terrorist attack memorial pages dauerhaft zu beherbergen.
- 9. November: Die Hauptseite der chinesischsprachigen Wikipedia (https://zh.wikipedia.org/) wird eingerichtet, nachdem das Wiki bereits im Mai 2001 eingerichtet worden war. Das chinesische Wikipedia-Projekt arbeitet sowohl mit den vereinfachten und den traditionellen chinesischen Zeichen.
- Dezember: Die Wikipedia schlägt im Traffic-Ranking von Alexa.com Kuro5hin.org, Linux.com, Linux.org, Pepsi.com und OpenOffice.org, Debian.org, Nupedia.org sowie Oreilly.com.[68]
- 1. Dezember: Gründung der griechischen Wikipedia (https://el.wikipedia.org/).
- 2. Dezember: Gründung der türkischen Wikipedia (https://tr.wikipedia.org/).
- 12. Dezember: Das englischsprachige Wiktionary-Projekt startet; es bildet den lexikalischen Partner der Wikipedia. Ziel ist die Erstellung eines frei zugänglichen und vollständigen mehrsprachigen Wörterbuches sowie eines entsprechenden Thesaurus in jeder Sprache.
- 26. Dezember: Das Wiktionary-Projekt ist unter einer eigenen URL erreichbar: https://wiktionary.org/

### 2003: Phase der ersten Konsolidierung und Internationalisierung

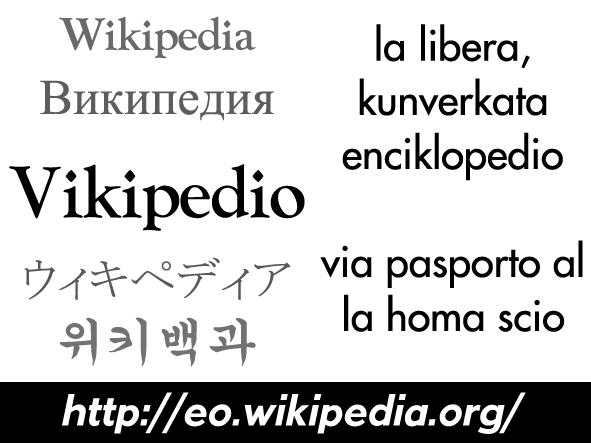
Anzeige für die Esperanto-Wikipedia, erschienen am 3. Februar 2003 im Pasporta Servo 2003

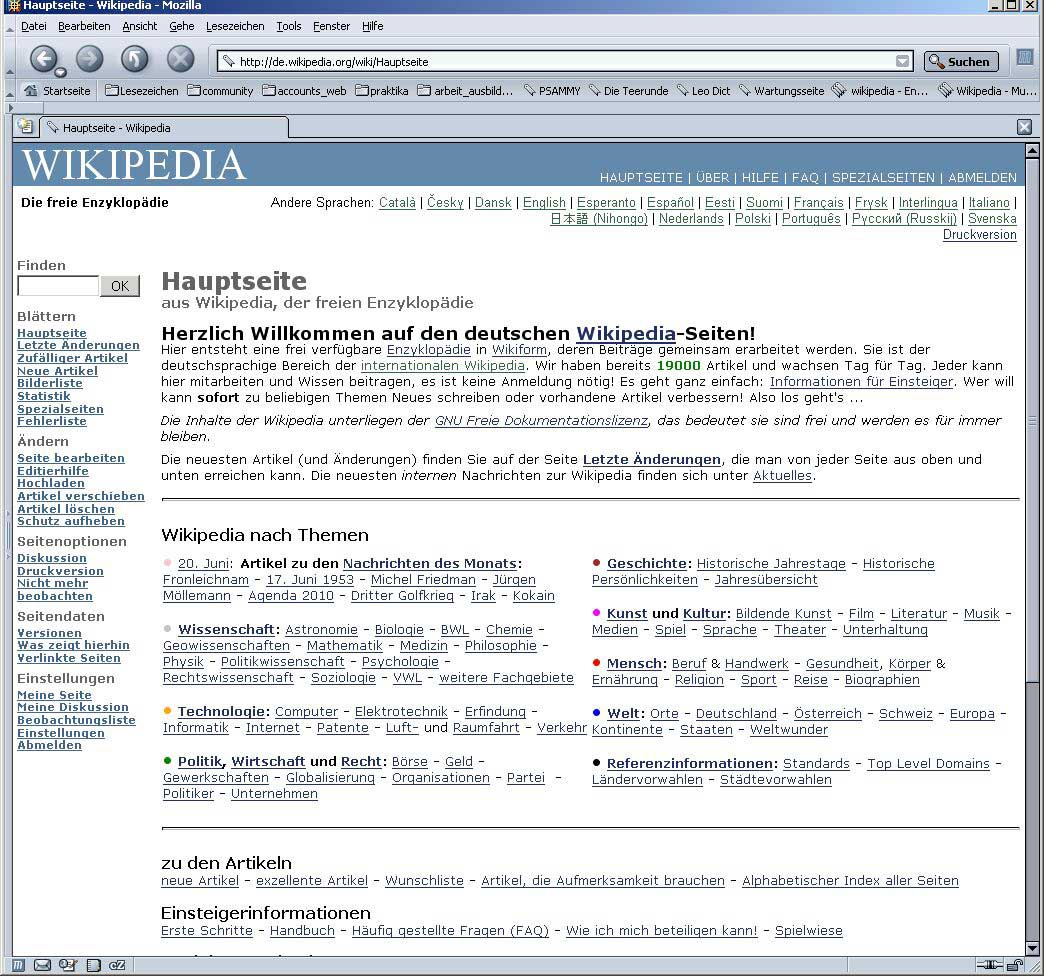
Bildschirmfoto der Hauptseite im Skin „Cologne Blue“ mit exakt 19.000 Artikeln am 20. Juni 2003

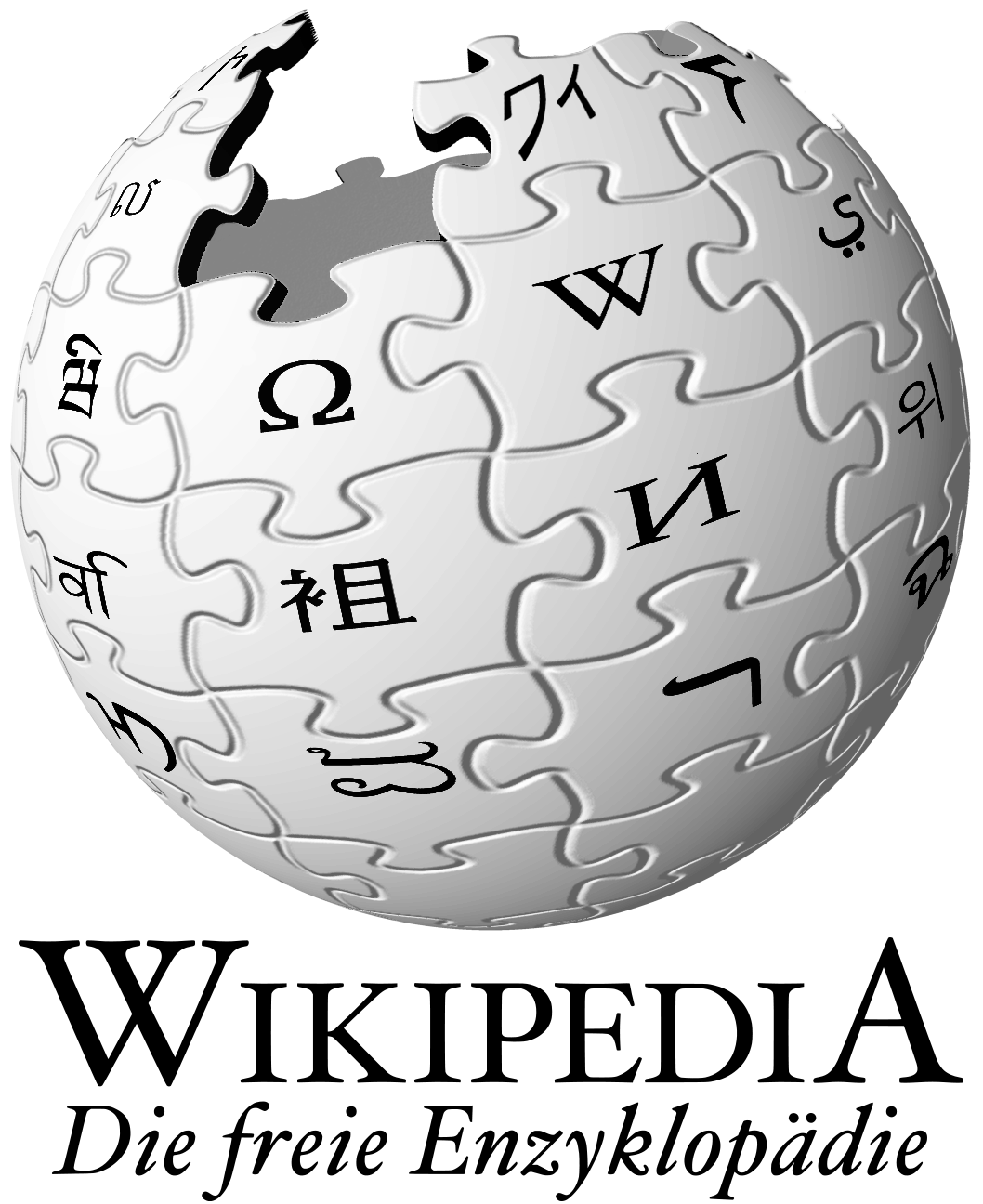
Neues Wikipedia-Logo, in Verwendung ab 25. September 2003

- 9. Januar: In First Monday erscheint ein Artikel über Open-Source-Programming, in dem Wikipedia als Beispiel mit behandelt wird (The Institutional Design of Open Source Programming). Lars Aronsson stellt in einer Präsentation zum Electronic Publishing das Wiki-Konzept am Beispiel von susning.nu (damals noch das zweitgrößte Wiki der Welt) und Wikipedia vor.
- 15. Januar: Zu ihrem zweiten Geburtstag umfasst die gesamte Wikipedia 130.000 Artikel in 28 Sprachen und ist damit das größte Wiki der Welt, sowie die größte Open-Content-Enzyklopädie.
- 21. Januar: Die englischsprachige Wikipedia überschreitet die Marke von 100.000 Artikeln. Damit ist ein weiteres der ursprünglichen Ziele erreicht; für das Erreichen dieser quantitativen Dimension, in der sich größere kommerzielle Enzyklopädien bewegen, wurden in Schätzungen aus der Anfangszeit etwa fünf Jahre veranschlagt.
- 22. Januar: Wikipedia is being Slashdotted.
- 24. Januar: Die deutschsprachige Wikipedia feiert ihren 10.000sten Artikel. Über diese Ereignisse wird auf Heise online (siehe heise.de), Slashdot und weiteren Newssites berichtet, was wiederum zu einer großen Zahl neuer Autoren führt.
- 28. Januar: Wired berichtet über die Wikipedia.
- 30. Januar: Der Guardian berichtet über die Wikipedia (Common Knowledge).
- 3. Februar: Auf der Rückseite des bekanntesten Jahrbuchs in Esperanto, dem Pasporta Servo 2003, erscheint eine Anzeige über 1/8 Seite. Das Inserat wurde durch eine zweckgebundene private Spende finanziert.
- 27. Februar: Wikipedia wird erstmals zur Begründung einer veröffentlichten behördlichen Entscheidung herangezogen. In dem Beschluss im Verfahren Polk ./. Slob-Trot Software Oy Ab (Az. 493/2003) (PDF) beruft sich das Harmonisierungsamt für den Binnenmarkt auf den englischen Artikel.
- März: Die Wikipedia schlägt im Traffic-Ranking von Alexa.com GNU.org und Freshmeat.net sowie StarTrek.com, schon davor CocaCola.com.[68] Als Spin-off-Projekt wird die Disinfopedia durch das Center for Media & Democracy als „Lexikon der Propaganda“ gegründet.
- April: Die Wikipedia schlägt im Traffic-Ranking von Alexa.com Encyclopedia.com.[68] Aufstockung des Pools an Administratoren in der deutschsprachigen Wikipedia von sieben auf 20.
- 7. April: Der quantitative Wettstreit mit der Britannica rückt ins Interesse der englischsprachigen Wikipedianer. Eine grobe Schätzung ergibt einen Umfang von 72.000 vollwertigen enzyklopädischen Artikeln mit einer durchschnittlichen Länge von 332 Wörtern. Die Gesamtgröße der englischsprachigen Wikipedia liegt demnach bei etwa 23,9 Millionen Wörtern, ist also etwa halb so groß wie die Encyclopædia Britannica in ihrer Ausgabe von 2002.
- 14. April: Die englischsprachige Wikipedia überschreitet erstmals die Marke von 200.000 Seiten; allerdings nur in ihrer Gesamtheit, also einschließlich Benutzer-, Hilfe- und Diskussionsseiten; nach dem gültigen Zählungsverfahren handelt es sich dabei um 114.744 „echte“ Artikel, die englische Wikipedia weist also ein Verhältnis von Artikeln zu Seiten von etwa 57,36 Prozent auf.
- 17. April: Erik Zachte stellt Offline-Versionen der englisch- und deutschsprachigen sowie der niederländischen Wikipedia zur Verfügung; die Wikipedia-Datenbank kann fortan im TomeRaider-Format auf portablen Geräten wie Pocket PC, Palm, EPOC sowie nicht vernetzten Windows-PCs genutzt werden; das Editieren von Artikeln ist damit jedoch nicht möglich, es handelt sich um einen reinen Wikipedia-Browser.
- Mai: Weiterer Schub an Lesern und Editoren für die deutschsprachige Wikipedia durch eine Artikelserie im Online-Magazin Telepolis; teilweise wurden mehr als 150 neue Artikel pro Tag erstellt.
- 16. Mai: Die französische Wikipedia erreicht den 10.000sten Artikel.
- 22. Mai: Die polnische Wikipedia erreicht den 10.000sten Artikel.
- 28. Mai: Die Wikipedia erreicht Position 2000 im Traffic-Ranking von Alexa.com[68] und schlägt damit Britannica.com; die Wikipedia hat eins ihrer erklärten Ziele erreicht.
- Juni: Die Wikipedia schlägt im Traffic-Ranking von Alexa.com Heise online und Penthouse.com.[68]
- 1. Juni: Die englische Wikipedia erreicht 130.000 Artikel; dabei wird als neues Zählkriterium die Bedingung eingeführt, dass ein für die Zählung gültiger Artikel mindestens einen internen Link enthalten muss.[47]
- 19. Juni: Die Wikipedia aktualisiert die verwendete GNU-FDL-Lizenz auf „version 1.2 or later“.
- 20. Juni: Offizielle Bekanntgabe der Gründung der Wikimedia Foundation durch Jimmy Wales. Die deutschsprachige Wikipedia erreicht den 19.000sten Artikel.
- Juli: Die Wikipedia schlägt im Traffic-Ranking von Alexa.com RedHat.com, WhiteHouse.gov.[68] Idee, über eine Enzyklopädie hinauszugehen und freie Lehrbücher zu erstellen: Das Wikibooks-Projekt (Wikimedia Free Textbook Project, //wikibooks.org/) wurde zu diesem Zweck begonnen.
- 4. Juli: 20.000ster Artikel in der deutschsprachigen Wikipedia; die Wikipedianer haben gut fünf Monate gebraucht, um den Artikelumfang von 10.000 auf 20.000 zu verdoppeln.
- 10. Juli: Weitere ergänzende WikiMedia-Projekte trennen sich ab: Wikipedia Textbook, Wikibooks, the free textbook project (//wikibooks.org/) und Wikiquote (http://quote.wikipedia.org/).
- 29. Juli: Die ersten negativen Auswirkungen des rasanten Wachstums der Wikipedia zeigen sich: Die interne Suchfunktion muss aus Performance-Gründen deaktiviert werden. Durch weitere lastsenkende Maßnahmen kann der Betrieb bis Ende des Jahres aufrechterhalten werden, dann sind die Grenzen des Wachstums erreicht, die Hardware muss erweitert werden.
- 3. August: Die niederländische Wikipedia erreicht 10.000 Artikel.
- 4. August: CNN erwähnt die Wikipedia (Wikipedia: The know-it-all Web site), die noch immer auf zwei Standard-PCs – ein Web- und ein Datenbankserver – und ausschließlich mit Open-Source-Software betrieben wird und jetzt erstmals ein größeres Publikum außerhalb der Internet-Communities erreicht.
- 12. August: Das Time Magazine erwähnt die Wikipedia (Online-Version).
- 17. August: Erik Zachte entwickelt neue Wikipedia-Statistiken.
- 19. August: Die englischsprachige Wikipedia erreicht 150.000 Artikel.
- 30. August: Laut Alexa.com wird die Wikipedia erstmals eine der Top-1000-Sites im Web. Im Traffic-Ranking schlägt sie TomsHardware.com, Bomis.com, TheRegister.co.uk, Amazon.fr, Sex.com, Palm.com und Kodak.com.[68]
- 9. September: Die japanische Wikipedia erreicht den 10.000sten Artikel.
- 16. September: 30.000ster Artikel in der deutschsprachigen Wikipedia.
- 25. September: Die Wikipedia erhält ein neues Logo, welches die Version vom 6. Dezember 2001 ablöst (siehe Results).
- 23. Oktober: Das Portal:Recht wird gegründet. Nach diesem Muster entstehen bald mehrere Themenportale.
- 28. Oktober: Das erste Treffen der Münchner Fraktion der Wikipedianer findet statt; es handelt sich dabei wohl um das weltweit erste Treffen von Wikipedia-Benutzern in real life.
- 4. November: Die spanische Wikipedia erreicht den 10.000sten Artikel.
- 22. November: Die französische Wikipedia erreicht den 20.000sten Artikel.
- Dezember: Die Wikipedia schlägt im Traffic-Ranking von Alexa.com die Library of Congress, schon zuvor Time.com.[68]
- 5. Dezember: Die Esperanto-Wikipedia erreicht den 10.000sten Artikel.
- 7. Dezember: Die deutschsprachige Wikipedia erreicht mit einem Beitrag über Marina Zwetajewa den 40.000sten Artikel und hatte damit ein durchschnittliches Wachstum von mehr als 250 Artikeln pro Tag; für die Verdopplung der Artikelzahl von 20.000 auf 40.000 hat die deutschsprachige Wikipedia nur sechs Monate gebraucht. Die englische Wikipedia wächst nur wenig schneller.
- 27. bis 29. Dezember: Chaos Communication Congress in Berlin mit einem kleinen Treffen einiger Wikipedianer.
- 28. Dezember: Spendenaufruf durch Jimmy Wales zugunsten der Wikimedia Foundation. Mit dem Geld soll die Hardware aufgerüstet und gegen Ausfälle abgesichert werden. Es erscheinen Berichte auf Slashdot und dem Heise-Newsticker. In weniger als 24 Stunden kommt eine Summe von 20.000 US-Dollar zusammen; zum Jahreswechsel steigt das Spendenaufkommen auf 30.000 US-Dollar.

### 2004

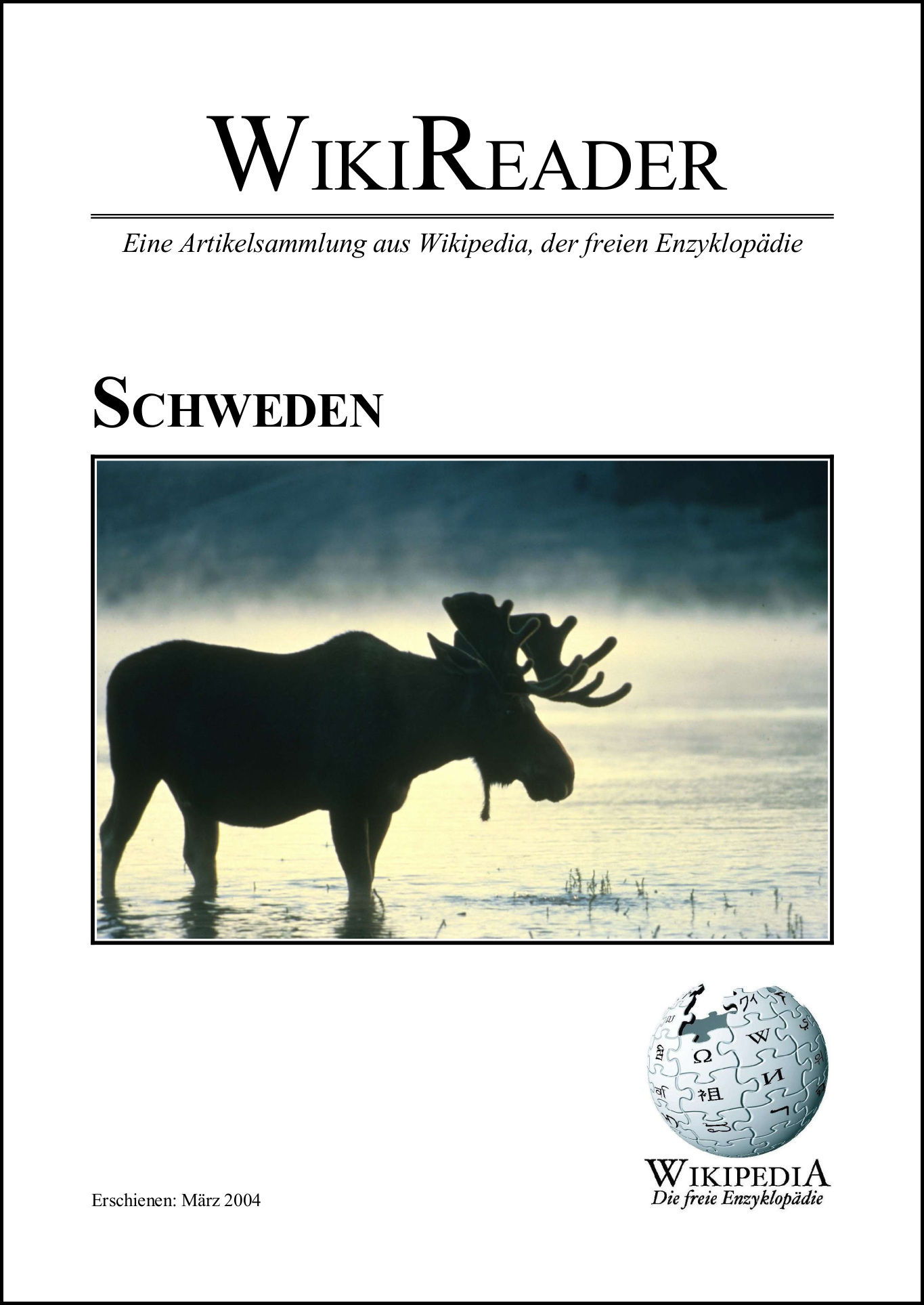
Titelseite der ersten Ausgabe des WikiReaders

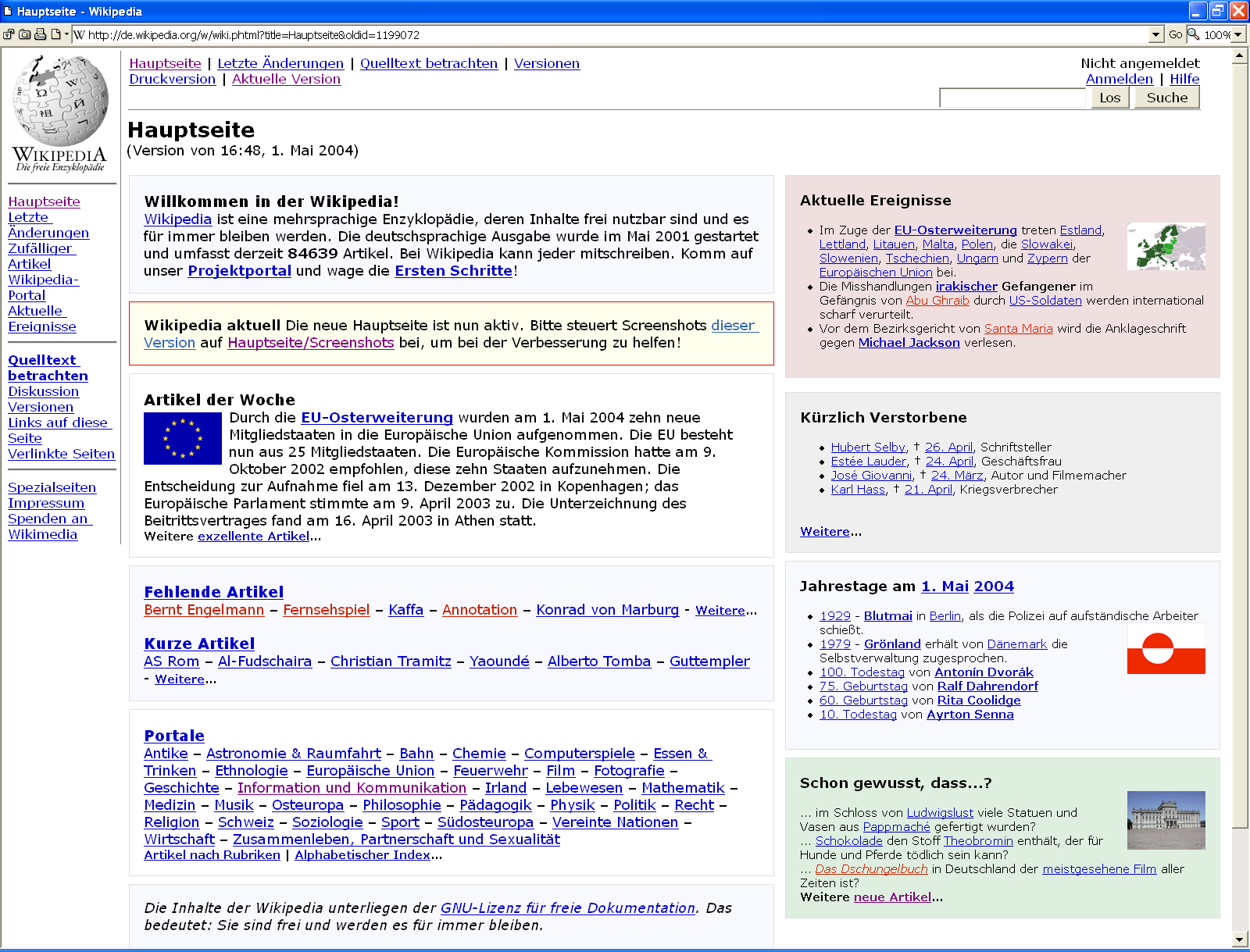
Neugestaltete Hauptseite in Opera 7.23 unter Windows XP

- Januar: Es erscheinen Artikel über die Wikipedia in der Print- und Online-Ausgabe der Süddeutschen sowie in Heise online.
- 14. Januar: Die katalanische Wikipedia erreicht den 5000sten, die polnische den 20.000sten Artikel.
- 17. Januar: Erster Wiki-Stammtisch in Berlin.
- 21. Januar: Die schwedische Wikipedia erreicht die Marke von 20.000 Artikeln und wird damit zur sechstgrößten Wikipedia. Der Wikipedia-Fork Wikinfo ist erreichbar unter der Domain www.wikinfo.org; die bisher genutzte Domain www.internet-encyclopedia.org bleibt parallel dazu erhalten.
- 24. Januar: Vorstellung der Satzung der Wikimedia-Foundation (PDF-Dokument).
- 30. Januar: Das Verwaltungsgericht Göttingen ist weltweit das erste Gericht, das in einer veröffentlichten Entscheidung (Aktenzeichen: 2 A 2145/02) Wikipedia zitiert: „Das Arabische gehört zur hamitosemitischen Sprachfamilie (s. die nachfolgende Grafik, zitiert nach Wikipedia der freien Enzyklopädie, www.wikipedia.de).“
- Februar: Es erscheinen Artikel über die Wikipedia in Spiegel Online (Netzwelt) und in der Online-Ausgabe der Computerwoche, in der Print- und Online-Ausgabe des Focus und der Berliner Zeitung (16.2., Diderots Enkel – Das Online-Lexikon Wikipedia wächst von Tag zu Tag. Jeder kann daran mitarbeiten), in Merkur-Online.de sowie ein Fernsehbeitrag in den Tagesthemen der ARD. Die Wikipedia schlägt im Traffic-Ranking von Alexa.com ElectronicArts und Slashdot.org.[68]
- 2. Februar: Die englische Wikipedia überschreitet kurz nach 1:00 Uhr MEZ die Zahl von 200.000 Artikeln.
- 7. Februar: Die niederländische Wikipedia erreicht die Marke von 20.000 Artikeln.
- 8. Februar: 50.000ster Artikel in der deutschsprachigen Wikipedia.
- 9. Februar: Die japanische Wikipedia erreicht die 30.000-Artikel-Marke. In der Anzahl von Artikeln ist sie die drittgrößte Wikipedia.
- 13. Februar: Die gesamte Wikipedia wird auf neue Server umgestellt, die jedoch weiterhin zentralisiert in den USA stehen.
- 14. Februar: Erstes Treffen von Wikipedianern in Frankfurt am Main.
- 16. Februar: In der Berliner Zeitung erscheint ein Artikel über die Wikipedia (Diderots Enkel – Das Online-Lexikon Wikipedia wächst von Tag zu Tag. Jeder kann daran mitarbeiten).
- 18. Februar: Die zehn umfangreichsten Wikipedias sind die englische (209.637 Artikel), die deutsche (52.299), die japanische (31.284), die französische (26.941), die polnische (23.941), die schwedische (21.641), die niederländische (20.847), die spanische (17.969), die dänische (15.526) und die Esperanto-Wikipedia (10.964).
- 19. Februar: Die englischsprachige Wikipedia verzeichnet den 210.000sten Artikel; sie ist damit innerhalb von 17 Tagen um 10.000 Artikel gewachsen. Dies ist bisher das größte, reguläre, absolute Wachstum einer Wikipedia (nur im Oktober 2002 gab es innerhalb eines Monats einen Zuwachs von 38.000 Artikeln durch eine Skript-unterstützte Eingabe).
- 23. Februar: Thomas Karcher stellt mit dem ersten WikiReader zu Schweden eine neue Idee vor: WikiReader ist eine unregelmäßig erscheinende Heftreihe, welche ausgewählte Wikipedia-Artikel thematisch bündelt und in einer redaktionell aufbereiteten Form präsentiert. Die Auswahl der Artikel erhebt keinen Anspruch auf Vollständigkeit, sondern soll gewissermaßen als „Schnappschuss“ des jeweiligen Themas dienen. Wir ermuntern unsere Leser ausdrücklich dazu, selbst weiter zu recherchieren, Artikel in der Wikipedia zu verbessern oder auch neue Artikel hinzuzufügen, und damit Anregungen zu liefern für zukünftige WikiReader-Ausgaben.
- 24. Februar: Die chinesische Wikipedia erreicht 5000 Artikel. Bei Spiegel Online erscheint ein Artikel über die Wikipedia zum Anlass der 500.000er-Marke (Wikipedia: Ich weiß etwas, was du nicht weißt...).
- 1. März: Kurzer Beitrag über die Wikipedia in den RTL II News, zweiseitiger Artikel im Spiegel, Erwähnung auf Intrinet.de. Die Anzahl der Bearbeitungen pro Tag vervierfacht sich von rund 2500 (Januar 2004) auf über 10.000 (Anfang März 2004).
- 2. März: Yahoo kündigt ein neues Content Acquisition Program. (CAP) an, bei dem das Wikipedia-Projekt eines von elf staatlichen und nichtstaatlichen Projekten des nichtkommerziellen Bereiches von CAP ist.
- 3. März: Die Deutsche Welle berichtet in ihrem deutschsprachigen Internetangebot über die Wikipedia (Man könnte es als friedliche Revolution für das Wissen auf der Welt bezeichnen).
- 6. bis 7. März: Chemnitzer Linux-Tage 2004; Vortrag über die Wikipedia.
- 9. März: Die deutschsprachige Wikipedia erreicht den 60.000sten Artikel. Das quantitative Wachstum der Artikelanzahl stabilisiert sich bei knapp tausend neuen Artikeln alle zwei Tage, es werden also rund 20 neue Artikel pro Stunde angelegt.
- 14. März: Die galizische und die koreanischsprachige Wikipedia überschreiten die Marke von 1000 Artikeln, die italienische erreicht 8000 und die französischsprachige 30.000 Artikel.
- 22. März: Die deutschsprachige Wikipedia überschreitet die Anzahl von einer Million Bearbeitungsversionen aller Artikel; bei insgesamt rund 68.000 Artikeln im Hauptnamensraum entspricht dies also durchschnittlich knapp 15 Bearbeitungen jedes Artikels.
- 27. März: Die deutschsprachige Wikipedia erreicht den 70.000sten Artikel; passend zur Ideologie der Wikipedia behandelt er Brechts Radiotheorie, die theoretische Fundierung für ein damals noch fiktives Massenmedium, bei dem Kommunikation nicht nur asymmetrisch und unidirektional in einer Richtung (vom Sender zum Empfänger), sondern symmetrisch und bidirektional verläuft, also einen emanzipatorischen Mediengebrauch ermöglicht. Die deutschsprachige Wikipedia ist damit in nur 20 Tagen um 10.000 Artikel gewachsen, das entspricht durchschnittlich 500 neuen Artikeln pro Tag.
- 8. April: Der Wikipedia-Fork Wikinfo erreicht den Umfang von 25.000 Artikeln, nachdem 20.000 davon über die XML-Importfunktion der Software GetWiki aus der Wikipedia übernommen wurden.
- 14. April: Um 15:18 Uhr kommt es zum ersten dokumentierten und hinreichend offiziellen Kontakt (dead link) mit einem Vertreter der Brockhaus Duden Neue Medien GmbH.
- 19. April: Die deutschsprachige Wikipedia erreicht den 80.000sten Artikel (Presseberichte); sie verdoppelte damit innerhalb von nur vier Monaten die Artikelmenge.
- 1. Mai: Die deutschsprachige Wikipedia stellt nach einem langwierigen Diskussionsprozess die Gestaltung der Hauptseite um. Das deutschsprachige Wiktionary startet unter de.wiktionary.org/.
- 10. bis 13. Juni: Auf der dritten Konferenz Wizards of OS in Berlin hält Jimmy Wales zum ersten Mal einen Vortrag in Deutschland. Die deutschsprachige Wikipedia erreicht am 13. Juni den 100.000sten Artikel, der mit einer Party in der Berliner c-base gefeiert wird. Der Verein Wikimedia Deutschland – Gesellschaft zur Förderung Freien Wissens wird gegründet.
- 30. Juli: Die deutschsprachige Wikipedia wurde auf UTF-8 umgestellt.
- 20. September: Die Wikipedia erreicht in über 100 Sprachen den millionsten Artikel.
- 8. Oktober: Die deutschsprachige Wikipedia erreicht den 150.000sten Artikel.
- 19. Oktober: Die erste Ausgabe der deutschsprachigen Wikipedia erscheint auf CD.

### 2005

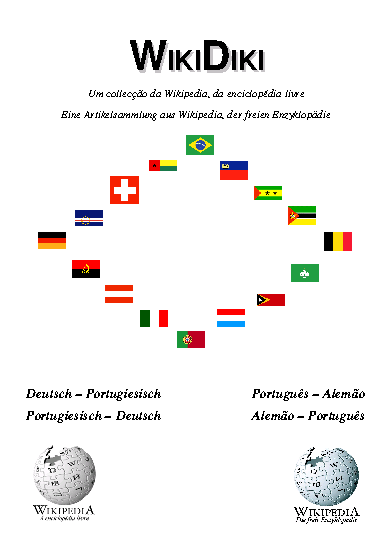
Erste Seite WikiDiki Portugiesisch – Deutsch – Portugiesisch

- 5. Februar: Nach deutschem Muster (siehe 23. Oktober 2003) wird Portal:Biology als erstes Themenportal der englischen Wikipedia gegründet.
- 15. Februar: Die deutschsprachige Wikipedia erreicht den 200.000sten Artikel.
- März: Wikimedia Deutschland ist mit einem Wikipedia-Stand auf der CeBIT vertreten.
- April: Mit Wikiweise entsteht erstmals ein ausdrückliches Alternativprojekt zur deutschsprachigen Wikipedia. Das Ziel einer seriöseren Enzyklopädie soll insbesondere durch einen Klarnamenszwang gefördert werden. Ungefähr 2015 wurde das Projekt eingestellt.
- 6. April: Wikipedia-Distribution auf DVD-ROM.
- 17. April: Der WikiReader bekommt Verstärkung. Das erste WikiDiki erscheint in einer Vorabfassung mit der Sprachpaarung Portugiesisch – Deutsch – Portugiesisch.
- 30. Juni: Wikipedia erhält den Grimme Online Award in der Kategorie Wissen und Bildung.
- 5.–7. August: Die erste Wikimania-Konferenz der Wikimedia Foundation findet mit 380 Teilnehmern in Frankfurt am Main statt.
- 7. Oktober: Die deutschsprachige Wikipedia hat mit dem neuen Artikel Gemeine Binsenjungfer (eine Libellenart) 300.000 Artikel.
- 24. Oktober: Die deutschsprachige Wikipedia bietet zu allen 12.336 selbstständigen Gemeinden in Deutschland einen eigenen Artikel.[69]

### 2006

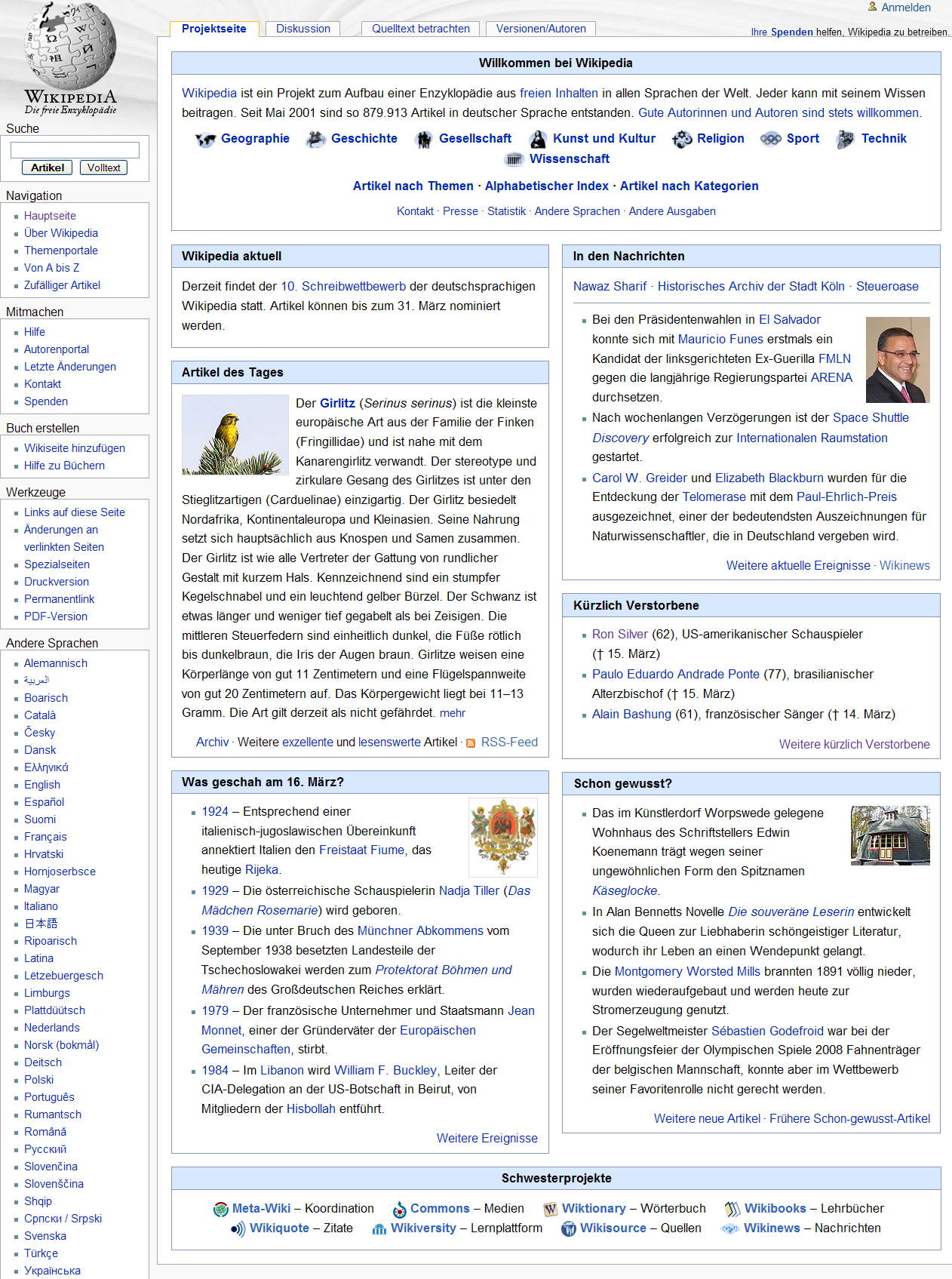
Gestaltung der Hauptseite seit April 2006

- 26. Januar: Die Redaktion Geschichte ist gegründet. Redaktionen sind eine aktivere und umfassendere Art von WikiProjekt, die teilweise aus Portaldiskussionsseiten und Wikipedia:Review stammen. In den folgenden zwei Jahren werden zehn weitere Redaktionen gegründet.
- 2. März: Die englischsprachige Version erreicht über 1.000.000 Artikel.
- 7. März: Die spanischsprachige Version erreicht über 100.000 Artikel.
- 24. April: Umgestaltung der Hauptseite nach Meinungsbildern
- 16. bis 17. Juni: Erste Wikipedia-Academy in Göttingen.
- 16. August: Die russischsprachige Wikipedia erreicht über 100.000 Artikel.
- 23. November: Die deutschsprachige Wikipedia erreicht den 500.000sten Artikel.

### 2007
- 17. April: Eine Studie wurde veröffentlicht, wonach 4,6 Prozent der Wikipedia-Besucher selbige auch bearbeiten.[70]
- 27. April: Nach Abschluss eines Meinungsbildes wurde das Schiedsgericht in der deutschsprachigen Wikipedia eingeführt. Zunächst war die Einrichtung vorläufig und die Teilnahme freiwillig, ab Oktober 2007 wurde das SG dauerhaft eingerichtet.
- 29. April: Das Mentorenprogramm wurde in Anlehnung an das englische Adopt-A-User-Programm aus der Taufe gehoben.
- Nachdem die deutschsprachige Wikipedia bereits seit 2004 regelmäßig auf CD bzw. DVD erhältlich war, wurde im April auch für die englische Wikipedia ein solcher Datenträger veröffentlicht. Allerdings mit gerade einmal 2000 Artikeln, die zuvor speziell geprüft wurden.[71]

### 2008
- Am 19. Februar wurde die 2.000.000ste Seite der deutschsprachigen Wikipedia geschrieben. Es existierten 710.000 Artikel.
- In der Nacht zum 25. März wurde der lange angekündigte und von vielen erwartete Single-User-Login aktiviert. Den Anfang machten die Administratoren, kurze Zeit später wurde diese Option auch für die anderen Wikipedianer freigeschaltet. Mittlerweile sind alle neu angelegten Accounts globale Accounts.
- 27. März: Der zehnmillionste Wikipedia-Artikel weltweit wird erstellt.
- Am 6. Mai wurden die gesichteten Versionen in der deutschsprachigen Wikipedia eingeführt.[72]
- Am 15. September erschien der Wikipedia-Einbänder.
- Am 3. Oktober wurde der Wikipedia die Quadriga überreicht.
- Am 12. Oktober war die deutschsprachige Wikipedia auf Grund einer vollen Serverfestplatte fünf Stunden „read only“.
- Mit dem Ziel, kinderpornographische Inhalte zu blockieren, wurde in Großbritannien für viele Internetbenutzer der Zugriff auf den englischsprachigen Artikel Virgin Killer blockiert.[73]
- Am 13. November erreichte Lutz Heilmann durch eine einstweilige Verfügung des Landgerichts Lübeck, dass die Weiterleitung von wikipedia.de auf die weiterhin erreichbare Internet-Adresse de.wikipedia.org aufgrund von dort zeitweise aufgestellten Tatsachenbehauptungen aufgehoben werden musste.
- 4. Dezember: Wikimedia Commons erhält eine Bilderspende des deutschen Bundesarchivs.

### 2009
- 9. Januar: Die gesichteten Versionen werden auf Wikisource in den beiden Sprachen Hebräisch und Portugiesisch aktiviert.
- 5. März: Eine Wikipedia in pontischer Sprache wird erstellt.
- 19. März: Gesichtete Versionen werden in der Wikipedia auf Interlingua und dem Wiktionary auf Isländisch aktiviert.
- 6. April: Wikiversity in Finnisch wird eingerichtet.
- 12. April: Abstimmung zur Lizenzaktualisierung wird gestartet.
- 26. Juni: Alle Projekte werden von der bisherigen Lizenz GFDL auf eine Doppellizenzierung GFDL und cc-by-sa 3.0 umgestellt.
- 9. Juli: Eine Wikipedia auf Wiesenmari wird eingerichtet.
- 6. August: Die Wikipedia auf Arabisch erhält die gesichtete Versionen Erweiterung.
- 12. August: Wikipedias auf Achinesisch, Mirandés, Sorani und West-Panjabi, sowieso ein Wikinews auf Türkisch wurden erstellt.
- 17. August: Die englischsprachige Wikipedia erreicht drei Millionen Artikel.
- Wikipedia erhält Bildspenden der Deutschen Fotothek und des Königlichen Niederländischen Tropeninstituts.
- In der deutschsprachigen Wikipedia entsteht ein hitziger Streit über die Relevanzkriterien.[74]
- 14. September: Im Prototype-Wiki beginnt ein Test der LiquidThreads.

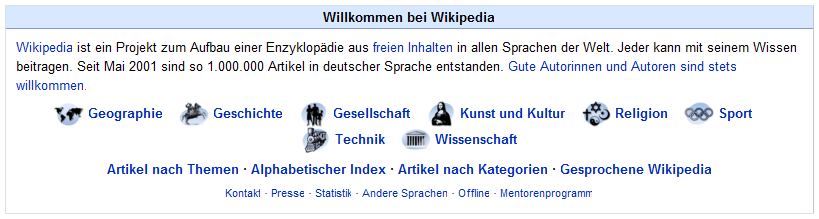
Ausschnitt der Hauptseite bei 1.000.000 Artikeln.

- 30. September: Ein Laborwiki für LiquidThreads wird eingerichtet.
- 2. Oktober: Phase 2 der „Usability-Initiative“ geht online.
- 12. November: Wikiversity in Russisch wird eröffnet.
- 24. Dezember: Eine Wikipedia in picardischer Sprache startet.
- 27. Dezember: Die deutschsprachige Wikipedia überschreitet mit einem Beitrag über Ernie Wasson die Marke von einer Million Artikeln.

### 2010
- 10. Januar: 7 neue Suchserver werden hinzugefügt.
- 22. Februar: Folgende Projekte werden geschlossen: Wikipedia auf Oshivambo; Wikibooks auf Zhuang, Kannada und einfachem Englisch; Wikiquote auf Kasachisch; Wikinews auf Niederländisch
- 16. April: Die Projekte der Wikimedia-Foundation erreichen insgesamt eine Milliarde Bearbeitungen (Edits).
- 19. März: Eine Wikipedia in Karatschai-Balkarisch wird eingerichtet.
- 24. März: Durch ein Überhitzungsproblem im europäischen Rechenzentrum wird sämtlicher Traffic über das Rechenzentrum in Florida umgeleitet.
- Mai: Jimmy Wales löscht auf Commons diverse Bilder mit sexuellen Darstellungen und löst damit einen „Porno-Streit“ aus. In den darauffolgenden Diskussionen, einer Petition sowie einem Antrag auf Entzug seines Founderrechts gibt er freiwillig einige seiner Rechte ab.
- 13. Mai: Die englischsprachige Wikipedia erhält den neuen Vector-Skin. Gleichzeitig wird der neue Puzzleball im 3D-Design eingeführt.
- 4. Juni: Das erste GLAM-Projekt findet im British Museum statt. Liam Wyatt wird dort erster Wikipedian in Residence.
- 10. Juni: Vector wird der Standardskin auf den großen Wikimedia-Projekten.
- 15. Juni: Die englische Wikipedia testet zwei Monate lang an 2000 Artikeln die „Gesichtete Versionen“-Erweiterung. Gleichzeitig wird die deutsche Version aktualisiert.
- 25. Juni: Die privaten Wikis erhalten den Vector-Skin.
- 30. Juni: Ein Großteil der Wikimedia-Projekte wird auf Vector umgestellt.
- 5. Juli: Mehrstündiger Ausfall aller Wikimedia-Projekte durch einen Stromausfall im Florida-Rechenzentrum.
- 20. August: Eine neue Wikipedia in Nordfriesisch und ein neues Wikinews in Koreanisch werden eingerichtet.
- September: Erstmals wird die Aktion Wiki loves Monuments in den Niederlanden gestartet. Ziel ist es möglichst viele, der über 50.000 Denkmäler der Niederlande zu fotografieren.
- 1. September: Alle restlichen Wikimedia-Projekte werden auf Vector umgestellt.
- 14. September: Wikibooks auf Kiswahili wird geschlossen.
- Mitte September: Das niederländische Nationaal Archief und das Archiv der Zeitschriftenverlage Spaarnestad Archief spenden mehr als 1000 (meist politische) Bilder für Wikipedia.
- 21. September: Die französischsprachige Wikipedia erreicht eine Million Artikel.
- 25. September: Die finnischsprachige Wikipedia erreicht 250.000 Artikel.
- Oktober: Alle Artikel des Monats sind dank einer Kooperation von Wikimedia Deutschland bei einem Deutschen Zentrum für barrierefreies Lesen als gesprochene Version verfügbar.
- Oktober: Eine Studie von „Wiki-Watch“ über die Admins sorgt für Diskussionen.
- 7. Oktober: Wikibooks in Zulu wird geschlossen.
- 17. Oktober: Drei neue Wikipedias in den Sprachen Bergmari, Banjar und Komi-Permjakisch, sowie ein neues Wikinews-Projekt in Persisch werden erstellt.
- 20. Oktober: Eine Einbindung der OpenStreetMap-Karten zeigt nun bei Bedarf direkt in Artikeln die Position auf der Landkarte. Wikimedia Deutschland hat dazu einen eigenen Server eingerichtet, damit die Last der Kartenerzeugung nicht komplett bei den OSM-Servern liegt.
- 9. November: Wikibooks in niederdeutscher Sprache wird geschlossen.
- 12. November: Wikibooks in Nauruisch wird geschlossen.
- 13. November: Folgende neue Projekte werden erstellt: Wikipedia in Pfälzisch und Gagausische Sprache; Wikisource in Venetischer und Bretonische Sprache; Wikibooks in Limburgisch; Wikinews in Esperanto
- 14. November: Ein schwedisches Wikiversity wurde eingerichtet.

### 2011
- 9. Januar: Die malaiische Wikipedia erreicht 100.000 Artikel.
- 15. Januar: Wikipedia wird 10 Jahre alt. Um die weltweiten Veranstaltungen zu koordinieren, wurde das „tenwiki“ eingerichtet. Außerdem wurden die ersten 10.000 Versionen ausgegraben (Wikipedia 10K Redux (Memento vom 19. Dezember 2010 im Internet Archive)) und eine Nachbildung der deutschsprachigen Wikipedia von 2001 erstellt.
- 11. Februar: Die lateinische Wikipedia erreicht 50.000 Artikel.
- 23. Februar: Commons enthält jetzt 9 Millionen Dateien.
- März: Nach einer Untersuchung der Wikimedia Foundation scheint der Anteil der Neueinsteiger, die langfristig im Projekt mitwirken, seit 2005 zu sinken. Auch der Einstieg ist schwieriger geworden.[75]
- 9. März: Die deutschsprachige Wikipedia erreicht 1,2 Millionen Artikel.
- 25. März: Wikipedia soll Weltkulturerbe werden. Dazu wurde die Seite Wikipedia:Welterbe angelegt und der Verein Wikimedia Deutschland e. V. hat eine Initiative gestartet.
- 8. April: Die vietnamesische Wikipedia erreicht 200.000 Artikel.
- 12. April: Die russischsprachige Wikipedia erreicht 700.000 Artikel.

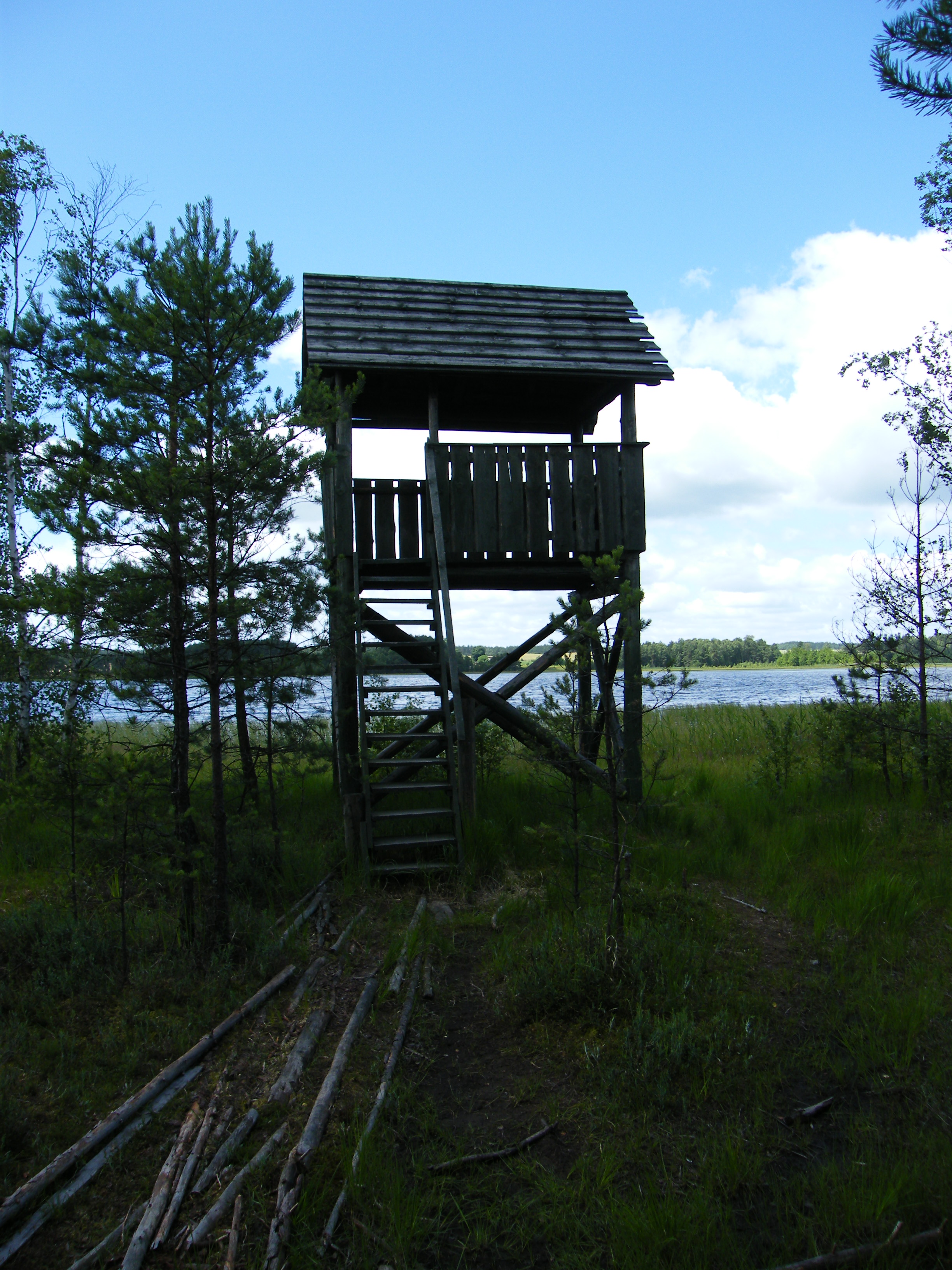
10 Mio. Dateien auf Commons

- 16. April: Auf Commons wurden insgesamt 10 Millionen Dateien hochgeladen.
- 17. April: Die spanischsprachige Wikipedia erreicht 750.000 Artikel.
- 7. Mai: Die norwegischsprachige Wikipedia erreicht 300.000 Artikel.
- 11. Mai: Die polnischsprachige und italienischsprachige Wikipedia erreichen 800.000 Artikel.
- 18. & 19. Mai: Beim Landtagsprojekt Thüringen wurden fast alle Abgeordneten fotografiert, um ihre Artikel zu bebildern.
- 22. Mai: Die japanischsprachige Wikipedia erreicht 750.000 und die baskischsprachige Wikipedia 100.000 Artikel.
- 29. Mai: Der Vorstand der Foundation will einen Filter entwickeln, damit Leser umstrittene Inhalte (Bsp.: „pornografische“ und jugendschutzrelevante Bilder) ausblenden können.
- 19. Juni: Die schwedischsprachige Wikipedia erreicht 400.000 Artikel.
- 19. Juni: Durch das Ergebnis einer Checkuserabfrage wurde bekannt, dass Mitarbeiter des Projekts Wiki-Watch, das eigentlich zur Erforschung der Wikipedia dienen soll, unter mehreren Benutzernamen aktiv waren und auch Artikel verändert wurden.
- 20. Juni: Die niederländischsprachige Wikipedia erreicht 700.000 Artikel.
- 22. Juni: Die alemannische Wikipedia erreicht 10.000 Artikel.
- 6. Juli: Die tschechische Wikipedia erreicht 200.000 Artikel.
- 7. Juli: Die ukrainische Wikipedia erreicht 300.000 und die kroatische Wikipedia 100.000 Artikel.
- 12. Juli: Eine Wikipedia in Mingrelisch und ein Wikiversity in Arabisch starten.
- 13. Juli: Die spanische Wikipedia erreicht 800.000 Artikel.
- 31. August: Die Wikipedia auf Hindi erreicht 100.000 Artikel.
- September: Erstmals findet der Fotowettbewerb Wiki Loves Monuments europaweit statt, wobei insgesamt 166.000 Bilder hochgeladen wurden.
- 11. September: Die ungarischsprachige Wikipedia erreicht 200.000 Artikel.
- Ende Oktober: Erste Benutzer setzen eine weiße Papiertüte als Zeichen gegen den geplanten Bildfilter auf ihre Benutzerseite. (White Bag Movement)
- 1. Oktober: 2000 Artikel sind als exzellent ausgezeichnet.
- 3. Oktober: Alle WMF-Projekte sind über HTTPs erreichbar. Vorher war dies nur umständlich über secure.wikimedia.org möglich.
- 4. Oktober: Alle Anfragen der italienischen Wikipedia werden auf eine Seite geleitet, die den Protest der Italiener gegen einen Gesetzentwurf darstellt, der jedermann das Recht gibt, ohne Prüfung von ihm als reputationsschädigend Empfundenes entfernen zu lassen. Die Aktion wird von der Wikimedia Foundation geduldet. Eine Solidaritätserklärung mit dem italienischen Wikipedia-Streik wird von über 700 Wikipedianern unterzeichnet und auf der Hauptseite verlinkt.
- 8. Oktober: Die portugiesische Wikipedia erreicht 700.000 Artikel.
- 16. Oktober: Die deutschsprachige Wikipedia erreicht 1,3 Millionen Artikel.
- 24. Oktober: Alle Wikipedia-Versionen der Welt kommen auf zusammen 20 Millionen Artikel.
- 30. Oktober: Eine Wikipedia in Nord-Sotho wird erstellt.
- 10. Dezember: Die russischsprachige Wikipedia erreicht 800.000 Artikel.

### 2012

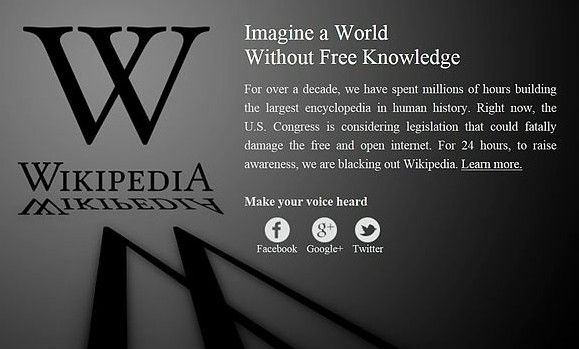
Screenshot des wp:en SOPA-Protests

- 18. Januar: Die englischsprachige Wikipedia ist für einen Tag „abgeschaltet“. Statt der normalen Seite wird mit einem Hinweis gegen die geplanten Gesetze SOPA und PIPA protestiert. In der deutschsprachigen, und vielen anderen, Wikipedia wird ein Protestbanner (ähnlich der Sitenotice) geschaltet und auf Wikipedia:Initiative gegen den SOPA verwiesen.
- 2. Februar: Eine Wikipedia in Wepsisch, ein Wikisource in Marathi, sowie ein Wiktionary in West-Panjabi werden aktiv.
- 22. Februar: Um 15:49 Uhr tätigte eine IP im Artikel The Wire die 100-millionste Bearbeitung in der deutschsprachigen Wikipedia.
- 13. Juli: Die englischsprachige Wikipedia erreicht mit Izbat Al Burj (Izbat al-Burdsch) 4 Millionen Artikel.
- 30. Oktober: Das Schwesterprojekt Wikidata startet offiziell.
- 10. November: Das zuvor eigenständige Wikivoyage startet in den sieben Sprachen Deutsch, Englisch, Französisch, Italienisch, Niederländisch, Russisch und Schwedisch als Wikimedia-Projekt.
- 18. November: Die deutschsprachige Wikipedia erreicht 1,5 Millionen Artikel.
- 15. Dezember: Wikidata enthält eine Million Datensätze (Items).

### 2013
- 14. Januar: Als erste Wikipedia aktiviert die ungarische Sprachversion Wikidata, Ende Januar folgen die italienische und die hebräische Wikipedia, im Februar die englische. Die Interwiki-Verlinkungen der Seiten der verschiedenen Wikipedien untereinander wird damit über ein zentrales System verwaltet, anstatt in allen Seiten einzeln.
- 22. Januar: Die Server der Wikimedia Foundation ziehen von Tampa, Florida, nach Ashburn, Virginia, um.
- 30. Januar: Die neue Spezialseite In der Nähe listet dem Leser (vor allem auf mobilen Geräten) Wikipedia-Artikel zu Orten und Objekten in seiner Umgebung auf.
- 19. Februar: Die Skriptsprache Lua ermöglicht die Entwicklung performanterer und komplexere Vorlagen in den Wikimedia-Projekten.
- 6. März: Wikidata wird nun in allen Wikipedia-Ausgaben zur Verwaltung der Interwikilinks verwendet.
- 19. März: Die deutschsprachige Wikipedia startet den Test des Artikel-Feedback-Tools, das es Lesern erlaubt, bequem Verbesserungsvorschläge zu Artikeln abzugeben. Nach der Testphase wird es per Meinungsbild wieder abgeschaltet werden.
- 27. März: Die ersten elf Wikipedia-Ausgaben führen Phase 2 von Wikidata ein. Damit ist es möglich, bestimmte Daten (z. B. der Geburtsort einer Person oder der Link zur imdb in einem Filmartikel) direkt aus dem zentral gepflegten Daten-Repository einzubinden. In der deutschsprachigen Wikipedia wird diese Möglichkeit am 24. April freigeschaltet.
- April: Wechsel vom „Facebook fork of MySQL 5.1“ zu MariaDB 5.5[76]
- 4. April: Wikidata erreicht die Marke von zehn Millionen Items.
- 25. April: Der Visual Editor kann von registrierten Benutzern in einer Alphaversion getestet werden. Damit sollen Wikipedia-Artikel künftig auf WYSIWYG-Art bearbeitet werden können, statt dass Benutzer den Quelltext mit einem speziellen Markup direkt bearbeiten müssen.
- 11. Mai: Die russischsprachige Wikipedia erreicht 1.000.000 Artikel.
- 28. August: Angemeldete Benutzer bekommen die Wikipedia nun standardmäßig über das verschlüsselte Protokoll HTTPS ausgeliefert.

### 2014
- 14. Januar: Commons erreicht 20 Millionen Mediendateien.

### 2015
- 15. Januar: Der mit 150.000 € dotierte Erasmuspreis wird an die Wikipedia-Community verliehen und am 25. November durch den niederländischen König Willem-Alexander feierlich an eine Delegation überreicht.[77]
- 11. März: Commons erreicht 25 Millionen Mediendateien.

### 2016
- 13. Januar: Commons erreicht 30 Millionen Mediendateien.
- 15. Januar: Wikipedia wird 15 Jahre alt
- 19. November: Die deutschsprachige Wikipedia überschreitet mit einem Beitrag über Michenerit die Marke von zwei Millionen Artikeln.

### 2019
- 21. März: Die deutschsprachige Wikipedia ist wegen einer Protestaktion gegen die Urheberrechtsreform der Europäischen Union für einen Tag nicht nutzbar.
- 18. September: Wikidata hat inzwischen mehr als 60 Millionen Einträge und ist das am schnellsten wachsende Schwesterprojekt.

### 2020
- 19. Februar: die fraktionslose Abgeordnete Sarah Sauermann (vorher AfD) stellt im Landtag von Sachsen-Anhalt eine Kleine Anfrage mit dem Titel „Wikipedia in Sachsen-Anhalt abschaffen“.[78]
- 27. Januar: Wikipedia-Autor Bernd Schwabe erhält im Neuen Rathaus von Hannover die Verdienstmedaille der Bundesrepublik Deutschland „für zehn Jahre ehrenamtliches Engagement in den Bereichen Bildung und Kultur […] und über 4000 Wikipedia-Artikel mit Hannover-Bezug“.[79]

### 2021
- 15. Januar: Wikipedia wird 20 Jahre alt

### 2023
- 16. November: Commons erreicht 100 Millionen Mediendateien.

### 2025
- 25. März: Die deutsche Wikipedia erreicht 3 Millionen Artikel.

## Logo
Das erste Logo für die Nupedia entwickelte Bjørn Smestad, das zweite wurde von The Cunctator bereits für die Wikipedia kreiert, das dritte von Paul Staksiger. Dieses wurde zuletzt 2010 von Notah modifiziert. Das von Bjørn Smestad gestaltete Logo zeigt in einer Fischaugenprojektion einen Auszug aus dem Vorwort von Lewis Carrolls Buch Euclid and his Modern Rivals. Das von The Cunctator gestaltete Logo verwendete einen Text aus Leviathan von Thomas Hobbes.
Es folgte eine Darstellung eines unvollendeten Puzzles in Form einer Weltkugel, wobei jedes Puzzleteil eine andere Glyphe (Buchstabe oder Schriftzeichen) als Aufschrift enthält, wodurch die Vielsprachigkeit der Wikipedia symbolisch dargestellt wird. Zwischen 2003 und 2010 enthielt das Logo in der rechten oberen Position das klingonische Schriftzeichen für den Buchstaben r.

## Zukunftspläne
- Weiterentwicklung der MediaWiki-Software – vgl. Wikimedia roadmap und die Diskussionen auf wikitech-l.